# Switch de rețea

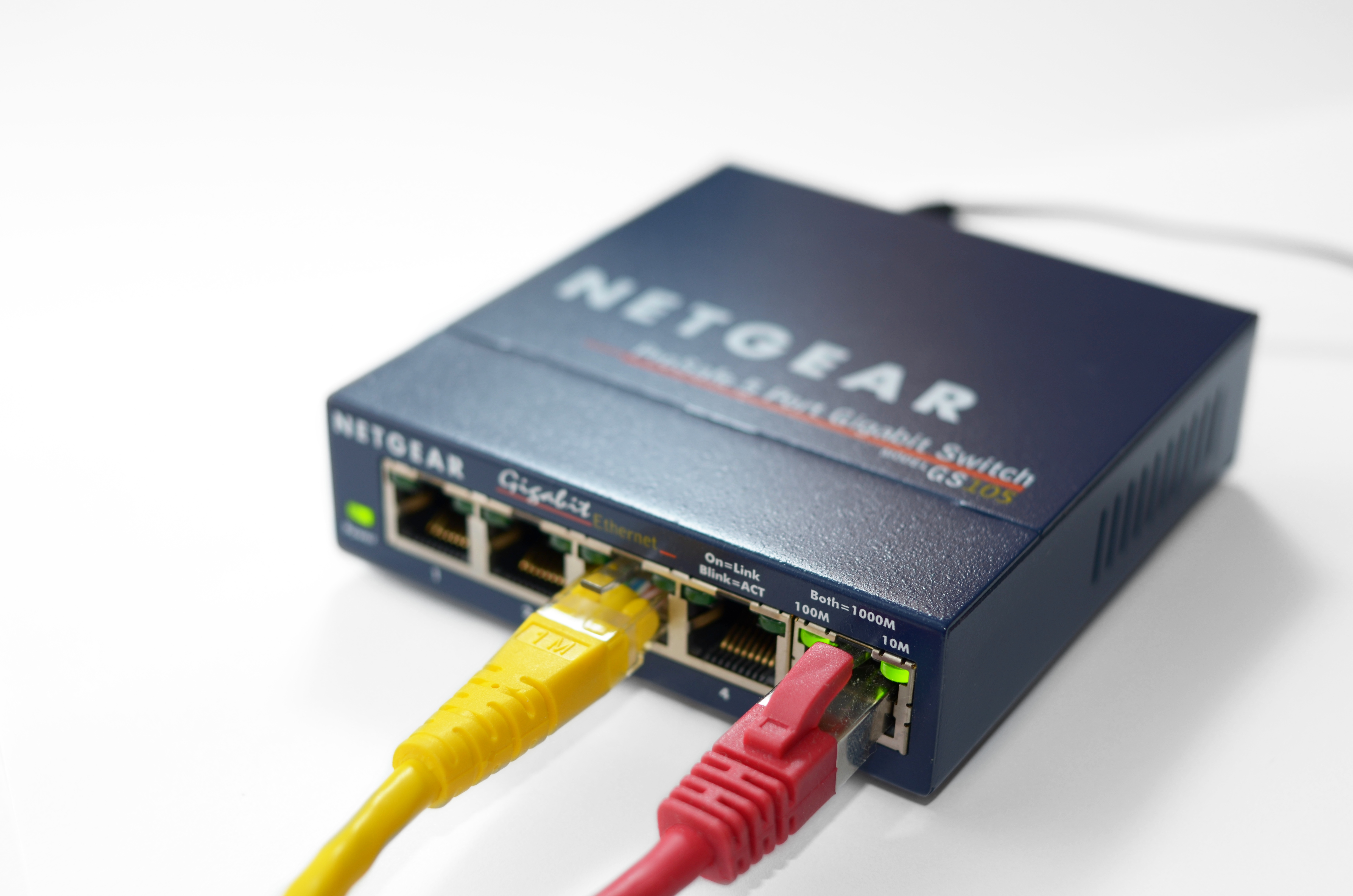
Swici cu 5 porturi Ethernet cu conectori RJ-45.

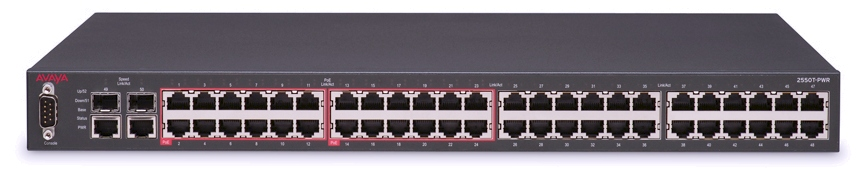
Switch cu 50 de porturi Ethernet, din care 48 sunt RJ-45 și 2 sunt sloturi SFP în care se introduc adaptoare pentru fibră optică. Alte 2 sunt pe RJ-45 dar sunt porturi Consolă și Management și nu sunt Ethernet. Pe panoul frontal se găsesc 52 de interfețe de conectare.

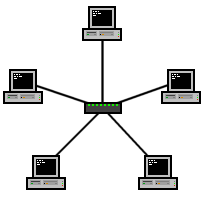
O rețea cu un switch central formează o topologie stea.

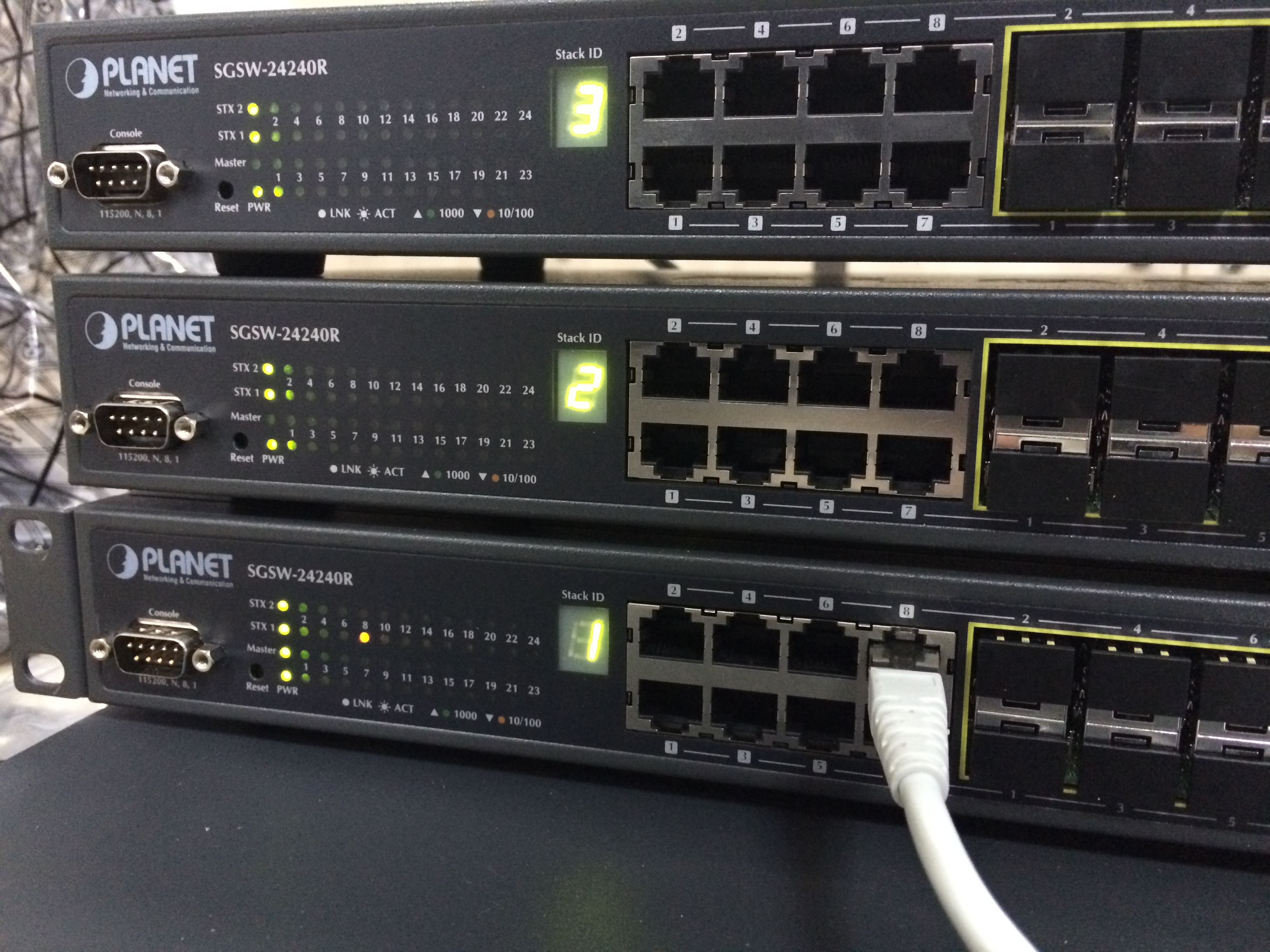
3 swiciuri marca PLANET model SGSW-24240R.

Într-o rețea de computere, un switch, pronunțat /swɪtʃ/ sau /suuici/, din engleză pentru „comutator”, folosit și swici (pl. swiciuri), cu declinările swiciul, swiciului, swiciurile, swiciurilor  adaptat conform regulilor limbii române, abreviat SW, este un dispozitiv care realizează interconectarea diferitelor segmente de rețea pe baza adreselor MAC, trimițând datele de la un dispozitiv la altul pe baza adreselor MAC sursă și destinație.   

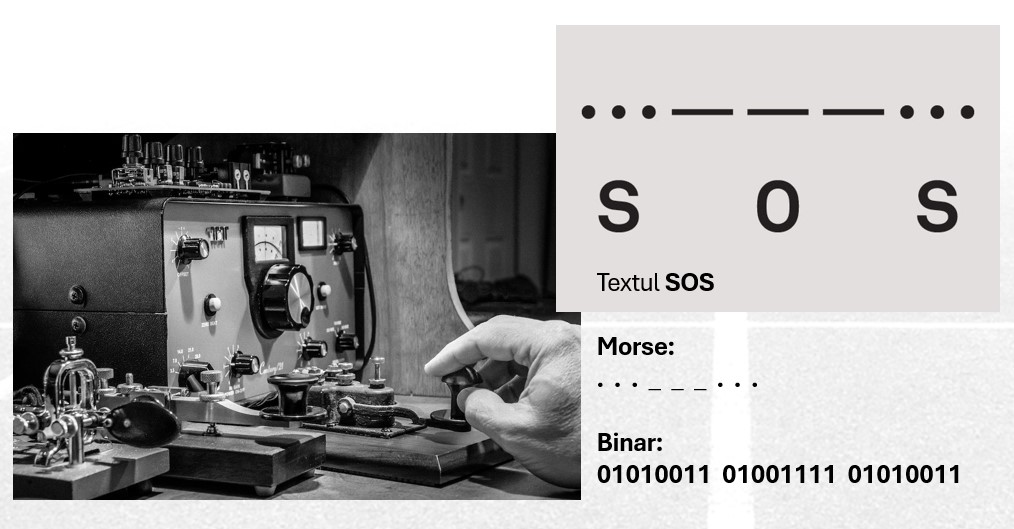
Textul "SOS" în codul Morse și în sistem binar. În esență principiul, nu metoda, de transmitere a informației este asemănător.

Un switch folosește impulsuri electrice intermitente, în sistem binar, pentru comunicare. Informația în sistemele informatice se transmite în sistemul binar 1/0 pornit/oprit. Pentru o mai bună înțelegere cum se trimite informația prin cablurile conectate la un switch sau la un hub, se poate face o paralelă cu transmiterea mesajelor folosind codul Morse. În codul Morse avem . punct (semnal electric scurt) și – linie (semnal electric mai lung) separate de o pauză în transmitere, cu care în diverse combinații, se poate transmite o literă, de exemplu S este format din 3 puncte. Aparatele Morse trimit mesajele prin cablu (prin semnal electric intermitent) dar și utilizând lanterne (prin lumină intermitentă) sau prin unde radio (prin lumină invizibilă pentru ochiul uman intermitentă). Operatorul apăsând un comutator pentru a opri sau porni curentul electric sau activând și dezactivând emițătorul de unde electromagnetice. De exemplu textul SOS în Morse este .  . .  _  _ _  .  .  . iar în binar este 01010011  01001111  01010011. În esență principiul de transmitere a informației este același.  
Dispozitivele hardware denumite switch-uri realizează conexiuni de date transmise cu o rată de 10, 100, 1000 sau chiar 100000 MB pe secundă , în mod semi-duplex sau duplex integral dar și pentru datele primite per port sau slot de conectare a unui cablu pe cupru sau adaptor pentru fibră optică. În mod uzual, dar eronat, pentru aceste rate de transfer se folosește și expresia de "viteză de transfer" sau "viteză de rețea" , însă termenul "viteză" e impropriu folosit deoarece la un echipament de rețelistică se măsoară câte date, sau uneori se măsoară câte pachete, trec printr-un punct, de exemplu la intrarea pe un port. Așadar, rata de transfer nu se calculează în funcție de lungimea firului de transmitere, însă date se pot pierde din cauza lungimii firului, dar și a altor factori precum mufarea defectuoasă. La calculul unei rate nu se utilizează distanța.  
Un swici poate fi descris ca un echipament ce permite accesul prin fir la o rețea de calculatoare. 
Un swici este un dispozitiv esențial de extindere a rețelei, care necesită (obligatoriu) alimentare electrică și retransmite informația primită către destinația specificată în pachetul de date, folosind impulsuri electrice. 
Capacitatea totală de comutare a unui switch sau "switching capacity" (engleză) reprezintă cantitatea maximă de date pe care swiciul o poate procesa într-un interval de timp dat. Aceasta se măsoară în gigabiți pe secundă (Gbps) și indică cât de eficient poate transfera date între porturile sale, formula de calcul fiind:   
Capacitatea de comutare a unui swici  = număr porturi x rata portului x 2 (pentru full-duplex)
Ca exemplu, pentru un swici de 5 porturi RJ45 din care 4 sunt la 100 Mbps si unul la 1 Gbps, toate full-duplex, se calculează astfel: 4 porturi x 100 Mbps x 2 (suportă full-duplex) + 1 port x 1000 Mbps x 2 (suportă full duplex) = 2,8 Gbps. 
Porturile Ethernet standard acceptă în principal conectori RJ-45, care sunt utilizați pentru cabluri cu perechi răsucite (twisted pair cables). Acestea sunt cele mai comune și sunt folosite pentru majoritatea conexiunilor de rețea cu fir. Cu toate acestea, există și alte tipuri de conectori care pot fi folosiți în contextul Ethernet, cum ar fi:
- Conectori pentru cabluri coaxiale: Aceștia sunt folosiți în unele dintre primele rețele Ethernet și au o structură concentrică.
- Conectori pentru cabluri de fibră optică: Aceste cabluri folosesc conectori diferiți de RJ-45 și sunt utilizate pentru conexiuni de mare viteză sau pe distanțe lungi.

Comunicarea simplex este un mod de transmisie unidirecțional. În acest caz, un dispozitiv poate trimite date, dar nu poate primi date. Ca exemplu, tastatura care poate introduce date, dar nu poate primi înapoi.
Half Duplex (semi-duplex) permite comunicarea bidirecțională, dar doar un dispozitiv poate transmite la un moment dat, nu e comunicare simultană. Un exemplu este walkie-talkie-ul, unde mesajul este transmis unidirecțional, dar în ambele direcții, însă așteptând de fiecare dată ca cealaltă persoană să termine de vorbit și să permită apoi celuilalt să răspundă.
Full Duplex (duplex integral) permite transmisia bidirecțională simultană. Adică, dispozitivele pot trimite și primi date în același timp. Exemplu, rețeaua telefonică, unde comunicarea se întâmplă simultan în ambele direcții.
Adresa MAC (Media Access Control) este un identificator unic de 48 de biți atribuit din fabrică interfeței Ethernet a fiecărui dispozitiv. Aceasta este utilizată pentru a identifica în mod unic un dispozitiv la nivelul 2 al modelului OSI.
Tabela MAC (tabelul MAC) este o componentă esențială a unui swici și nu este altceva decât o listă internă păstrată de swici pentru a urmări adresele MAC ale dispozitivelor care fac trafic prin el și interfețele, porturile, sloturile de pe swici prin care poate comunica cu ele.
Swiciul învață și memorează adresele MAC, astfel, când un frame Ethernet este primit de un swici, acesta înregistrează adresa MAC sursă și portul asociat în tabela sa. Dacă adresa de destinație nu este în tabel, swiciul trimite frame-ul către toate porturile, cu excepția portului pe care a fost primit. Când nodul, dispozitivul de destinație răspunde, adresa MAC a acestuia este înregistrată în tabela de adrese. Astfel, tabela MAC permite swiciului să trimită datele (cadrele Ethernet) către portul exact necesar pentru a ajunge la destinație, în loc să le transmită pe toate porturile.
Așadar, tabela MAC conține înregistrări care asociază adresele MAC cu porturile swiciului și, dacă este cazul, cu VLAN-urile.
Tipuri de intrări în tabela MAC:
- Static: Administratorul swiciului poate adăuga manual intrări statice în tabelă. Acestea sunt active până când sunt șterse de administrator.
- Dinamic: Prin procesul de învățare MAC, swiciul adaugă automat intrări dinamice în tabelă pe baza adreselor MAC primite. Aceste intrări sunt șterse automat după un anumit interval de timp.

Utilizarea extinderilor și adaptoarelor special proiectate fac posibilă realizarea unui număr mare de conexiuni utilizând diverse medii de rețea precum pe cablu de cupru sau fibră optică, incluzând tehnologii utilizate curent, precum Ethernet, Fibre Channel, ATM, IEEE 802.11.
Dacă într-o rețea sunt prezente doar switch-uri și nu există huburi, atunci domeniile de coliziune sunt fie reduse la o singură legătura, fie (în cazul în care ambele capete suportă duplex integral) eliminate simultan. Principiul unui dispozitiv de transmisie hardware cu multe porturi poate fi extins pe mai multe straturi, rezultând switch-ul multi-strat (multilayer).
Un Hub este cel mai simplu dispozitiv multi-port. Totuși, tehnologia folosită este considerată depășita din moment ce un hub retrimite orice pachet de date primit la toate porturile sale cu excepția celui de la care l-a primit. Atunci când se folosesc calculatoare multiple viteza scade rapid și încep să apară coliziuni care încetinesc și mai mult conexiunea. Prin folosirea switch-ului acest neajuns a fost rezolvat.

## Metode de retransmitere
Există 4 metode de retransmitere a datelor:
- Cut-through

a) Fast-Forward-Switching - Switch-ul citește doar pana la  adresa hardware a cadrului, înainte de a îl trimite mai departe. Nu există detecție de erori la această metodă.
b) Fragment-Free – Metoda încearcă să rețină beneficiile ambelor metode prezentate anterior. Se verifică primii 64 de octeți din cadru, stocându-se informația legată de adresare. În acest fel, cadrul își va atinge întotdeauna destinația. Detecția erorilor este lăsată în seama dispozitivelor terminale de la nivelele 3 și 4, de obicei fiind vorba de routere.
- Store-and-Forward – Stochează și trimite - Switch-ul acționează ca un buffer și, în mod uzual, realizează o sumă de control pentru fiecare cadru retransmis.
- Error-Free-Cut-Through/Adaptive Switching – Comutare adaptiva - Metoda comută automat între cele trei metode precedente.

Notă: Metoda cut through apelează la stochează și transmite dacă portul destinație este ocupat în momentul sosirii pachetului. Metodele nu sunt controlate de utilizator, constituind sarcinile exclusive ale switch-ului.

## Tipuri de swiciuri și clasificarea acestora
Switch-urile de rețea pot fi clasificate în mai multe moduri, în funcție de diferite criterii. Iată câteva dintre cele mai comune categorii:

### 1. După poziționarea în topologia rețelei
1. Swiciuri de acces: Acestea permit conectarea terminalelor precum imprimante, calculatoare și alte dispozitive la rețea. Ele sunt amplasate în apropierea utilizatorilor și facilitează comunicația între dispozitivele locale.
2. Swiciuri de agregare (de distribuție): Acestea sunt conectate la mai multe swiciuri de acces și puncte de acces Wi-Fi (AP-uri). Ele centralizează traficul și asigură o conexiune eficientă între diferitele segmente și zone ale rețelei.
3. Swiciuri de nucleu (core): Acestea sunt amplasate în punctul central al rețelei și permit conectarea altor swiciuri de agregare, servere, rutere și alte dispozitive critice. Ele asigură performanță ridicată și stabilitate pentru întreaga rețea.

În esență un swici poate fi poziționat în oricare dintre punctele din rețea însă unele au caracteristici specifice.

### 2. După rata de transmisie a porturilor
1. Fast Ethernet (10/100 Mbps): Suportă rate ("viteze") standard pentru rețelele mai vechi. Sunt des utilizate în rețele de supraveghere video.
2. Gigabit Ethernet (10/100/1000 Mbps): Suportă rate mai mari, adecvate pentru majoritatea rețelelor actuale.
3. Multigigabit Ethernet: Pentru rețele cu cerințe de lărgime de bandă foarte mare. Un port poate avea o rată maximă la transmisie de 2,5 Gbps, 5 Gbps, 10 Gbps și peste.

Când se face referire la rata portului, se specifică rata maximă de transmitere (trimitere) a datelor pentru un singur port. Se presupune că această rată este identică și pentru primirea (recepționarea) datelor, pe același port, în condițiile în care portul funcționează în modul full-duplex. Aceasta înseamnă că, dacă un port are o rată de 1 Gbps, atunci poate trimite și primi date la această rată în același timp, fără a reduce performanța. În acest exemplu, portul poate gestiona o rată totală de trafic de 2 Gbps, împărțită egal între transmitere și primire. Este important să se verifice dacă echipamentul de rețea suportă modul full-duplex pentru a beneficia de această capacitate.

### 3. După tipul de mediu de comunicare
1. Swiciuri pentru cabluri de cupru: Utilizează conectori RJ45 și sunt cele mai comune folosindu-se cabluri de diverse categorii CAT5, CAT6 etc. Se folosesc cabluri UTP (Unshielded Twisted Pair), FTP (Foiled Twisted Pair) sau STP (Shielded Twisted Pair) pentru conectivitate.
2. Swiciuri pentru fibră optică: Se utilizează transceivere și cabluri de fibră optică SM (single-mode) sau MM (multimode) pentru distanțe mai lungi și rate mai mari cu conectare la sloturi, de pe swici, tip SFP, SFP+ etc.
3. Swiciuri pentru fibră optică și cabluri cupru: Acestea au porturi RJ45 și sloturi SFP, SFP+ etc în proporție variabilă.

#### 3.1. Swiciuri pentru cabluri cupru

##### Categoriile de cabluri pe cupru Ethernet
Frecvența este o proprietate a unui cablu și măsoară rata la care un semnal va circula în fiecare secundă. 1 MHz este egal cu 1 milion de cicluri pe secundă. Cat5 poate gestiona până la 100 de milioane de semnale pe secundă (sau 100 MHz). Categoria de cablu cu cea mai mare lățime de bandă este în prezent Cat8 cu 2 miliarde (2 GHz) semnale pe secundă, de 20 de ori mai multe decât Cat5. Rata de date și frecvența sunt termeni asociați, dar nu sunt aceiași. Frecvențele mai înalte transportă mai mulți 1 și 0, permițând transmiterea mai multor biți de date pe secundă. De exemplu, cablurile Cat5 au o relație unu-la-unu între lățimea de bandă și rata de date: astfel la frecvența de 100 MHz poate transmite 100 Mb pe secundă.
| Categorie cablu Ethernet | Rată maximă de trimitere a datelor informatice | Frecvență utilizată pe fir pentru transmitere | Distanță maximă de transmitere la rata maximă | Utilizare și comentarii adiționale                        |
| ------------------------ | ---------------------------------------------- | --------------------------------------------- | --------------------------------------------- | --------------------------------------------------------- |
| Category 1               | 1 Mbps                                         | 0.4 MHz                                       |                                               | Telefonie și modemuri                                     |
| Category 2               | 4 Mbps                                         | 4 MHz                                         |                                               | Telefonie                                                 |
| Category 3               | 10 Mbps                                        | 16 MHz                                        | 100 m (328 ft.)                               | 10BaseT Ethernet                                          |
| Category 4               | 16 Mbps                                        | 20 MHz                                        | 100 m (328 ft.)                               | Token Ring                                                |
| Category 5               | 100 Mbps                                       | 100 MHz                                       | 100 m (328 ft.)                               | 100BaseT Ethernet                                         |
| Category 5e              | 1 Gbps                                         | 100 MHz                                       | 100 m (328 ft.)                               | 100BaseT Ethernet, case rezidențiale                      |
| Category 6               | 1 Gbps                                         | 250 MHz                                       | 100 m (328 ft.) 10Gb at 37 m (121 ft.)        | Gigabit Ethernet, birouri                                 |
| Category 6a              | 10 Gbps                                        | 500 MHz                                       | 100 m (328 ft.)                               | Gigabit Ethernet in data centers and commercial buildings |
| Category 7               | 10 Gbps                                        | 600 MHz                                       | 100 m (328 ft.)                               | 10 Gbps Core Infrastructure                               |
| Category 7a              | 10 Gbps                                        | 1000 MHz                                      | 100 m (328 ft.) 40Gb at 50 m (164 ft.)        | 10 Gbps Core Infrastructure                               |
| Category 8               | 25 Gbps (Cat8.1) 40 Gbps (Cat8.2)              | 2000 MHz                                      | 30 m (98 ft.)                                 | 25 Gbps/40 Gbps Core Infrastructure                       |

##### Tipuri de ecranare a cablurilor Ethernet

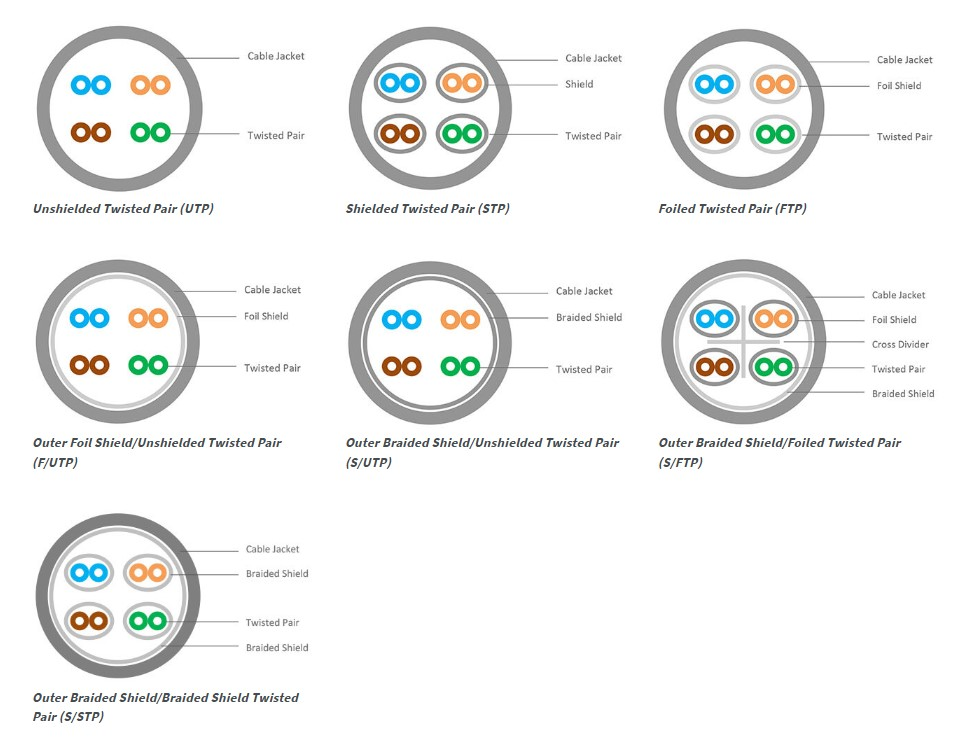
Moduri de ecranare a cablurilor folosite în rețelistică. În imagine se folosesc termenii anglo-saxoni.

Ecranarea cablurilor este un strat de material care este înfășurat în jurul firelor din interiorul unui cablu pentru a reduce interferențele și pentru a îmbunătăți calitatea semnalului. Ecranarea ajută la prevenirea interferențelor electromagnetice externe (EMI) și a interferențelor de frecvență radio (RFI) care afectează transmisia de date prin cablu. 
Cablurile Ethernet ecranate pot utiliza două tipuri de ecranare:
- Ecranarea conductorului, firelor: protejează fiecare pereche de fire torsadate folosind folie de aluminiu sau se face prin împletirea firelor.
- Ecranarea cablurilor, ecranarea tuturor firelor din cablu: înfășoară toate perechile torsadate în folie de aluminiu sau împletite.[4]

| Denumire ISO/IEC 11801 | Abrevierea industriei | Ecranarea firelor, conductorilor | Ecranarea cablului |
| ---------------------- | --------------------- | -------------------------------- | ------------------ |
| U/UTP                  | UTP sau TPP           | Niciunul                         | Niciunul           |
| F/UTP                  | FTP sau STP           | Folie                            | Niciunul           |
| S/UTP                  | STP                   | Împletitură                      | Niciunul           |
| SF/UTP                 | SFTP sau STP          | Împletitură & Folie              | Niciunul           |
| U/FTP                  | STP                   | Niciunul                         | Folie              |
| F/FTP                  | FFTP                  | Folie                            | Folie              |
| S/FTP                  | SFTP                  | Împletitură                      | Folie              |
| SF/FTP                 | SFTP sau SSTP         | Împletitură & Folie              | Folie              |
| S/STP                  | SSTP                  | Împletitură                      | Împletitură        |

### 4. După modul de montare

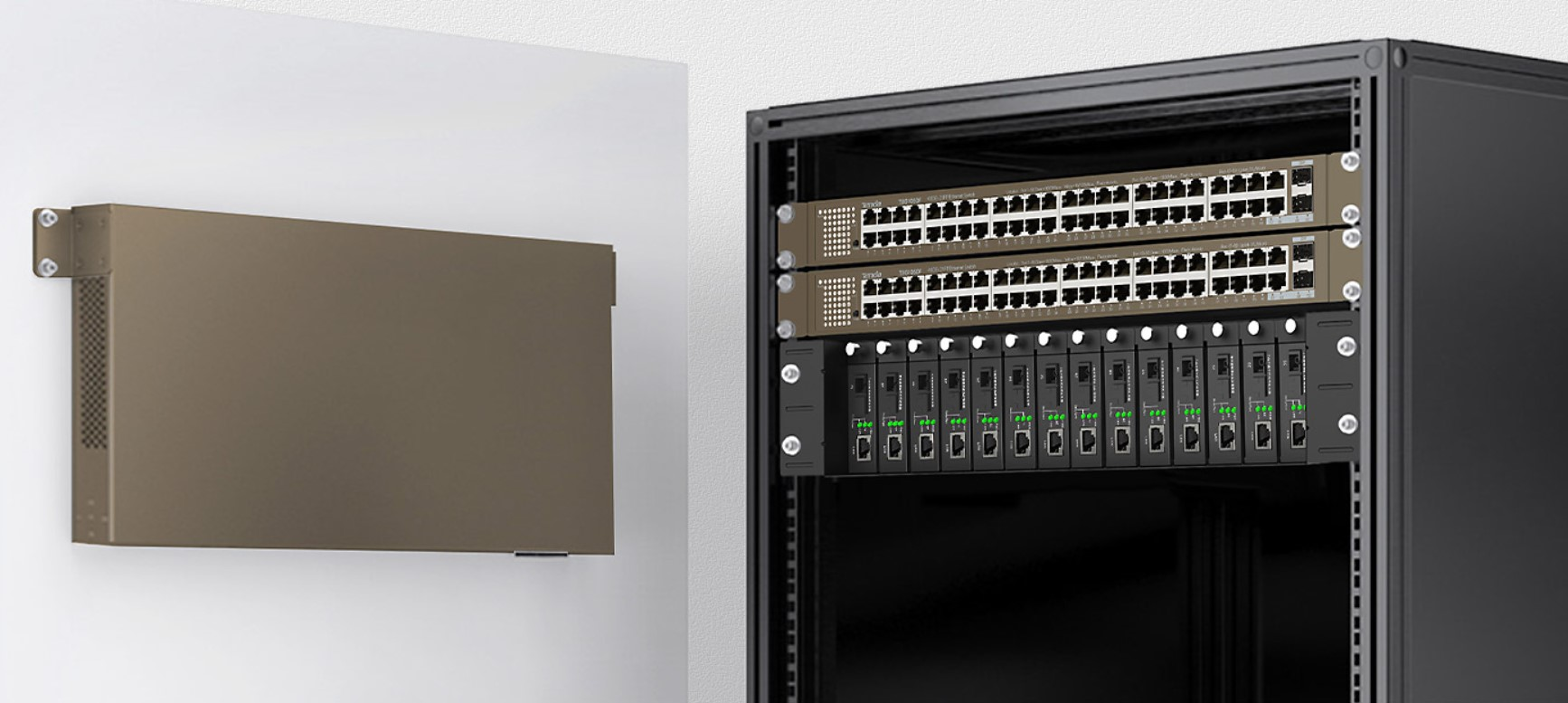
Un switch cu montare în rack standard de până la 19" pe 1U, însă care poate fi montat și pe o suprafață plană (montare tip desktop).

1. Fixe, montabile în rack sau racabile.
2. Modulare, permit adăugarea de module de expansiune pe măsură ce cerințele rețelei se schimbă.
3. Fixe, montabile pe suprafețe plane sau cu montare tip desktop.

### 5. După posibilitatea de configurare
1. Neconfigurabile (fără management, negestionabile, neadministrabile, fără interfață de gestionare).
2. Configurabile (cu management, gestionabile, administrabile, cu interfață de gestionare) din interfață grafică (GUI) sau/și linie comandă (CLI).
3. Cu comutatoare sau butoane cu moduri de lucru preconfigurate.

#### 5.1. Neconfigurabile
Prima categorie nu posedă interfață de configurare. Ele se regăsesc uzual în mediile SOHO (LAN și Small office/Home office). Aceste tipuri de dispozitive sunt cunoscute ca switch-uri fără management sau fără gestionare.   

#### 5.2. Configurabile prin interfață grafică (GUI) sau/și linie comandă (CLI)

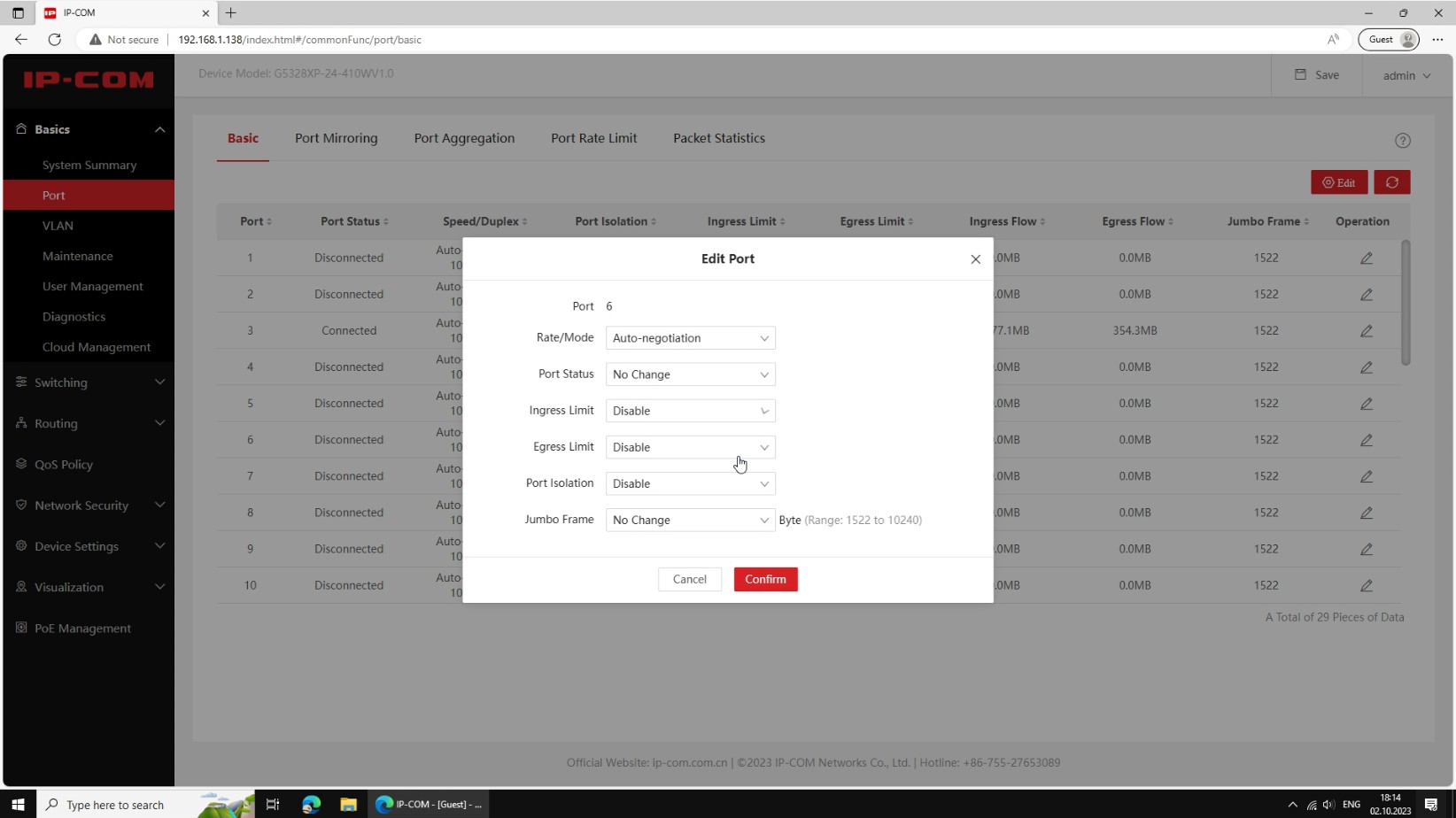
Interfața grafică sau pagina locală web de gestionare a switch-ului IP-COM G5328XP-24-410W. Ca exemplu se prezintă meniul Basic > Port.

Opțiunile de configurație pentru switch-urile din a doua categorie variază în funcție de producător și de model. Modelele mai vechi utilizează o consolă serială. Dispozitivele mai recente folosesc o interfață grafică (GUI) web în care se pot configura diverse setări și monitoriza traficul și starea dispozitivului dar se poate utiliza și linii de comandă (CLI), pentru acest lucru. Ca exemplu, utilizatorul se poate conecta prin Telnet și executa diverse comenzi Command-Line Interface și modifica configurația dar și vizualiza diverse informații. 

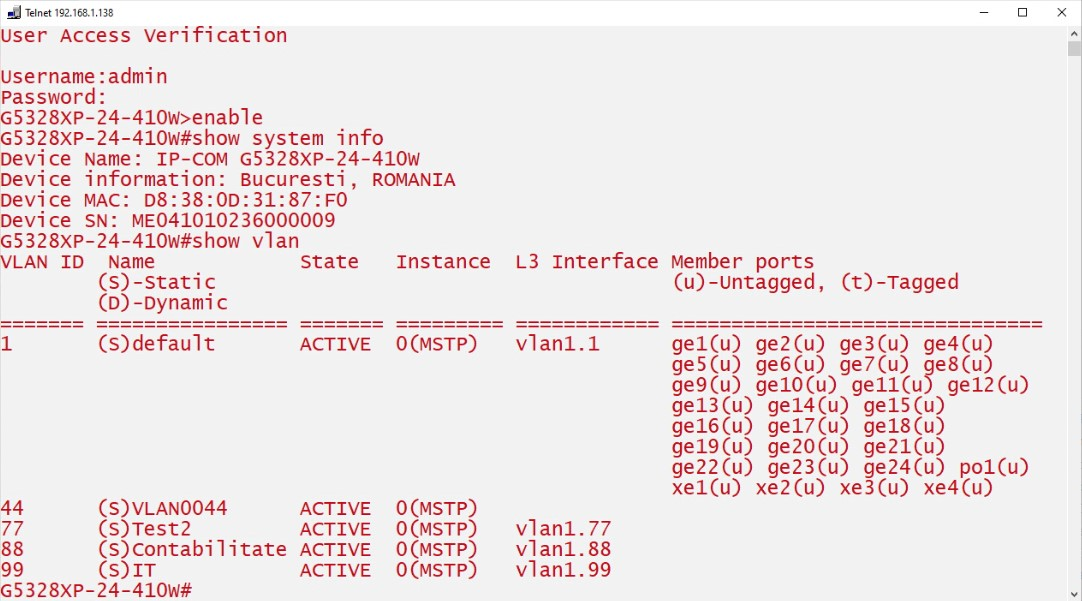
Exemplu de utilizare de linii comandă, CLI, prin Telnet, pentru aflarea de informații despre ID-urile VLAN-urilor de pe un switch. Ca exemplu, s-a folosit comanda #show vlan.

Aceste tipuri de swiciuri, fie că se pot gestiona prin CLI sau interfață grafică, sunt cunoscute ca switch-uri cu management sau cu gestionare. 

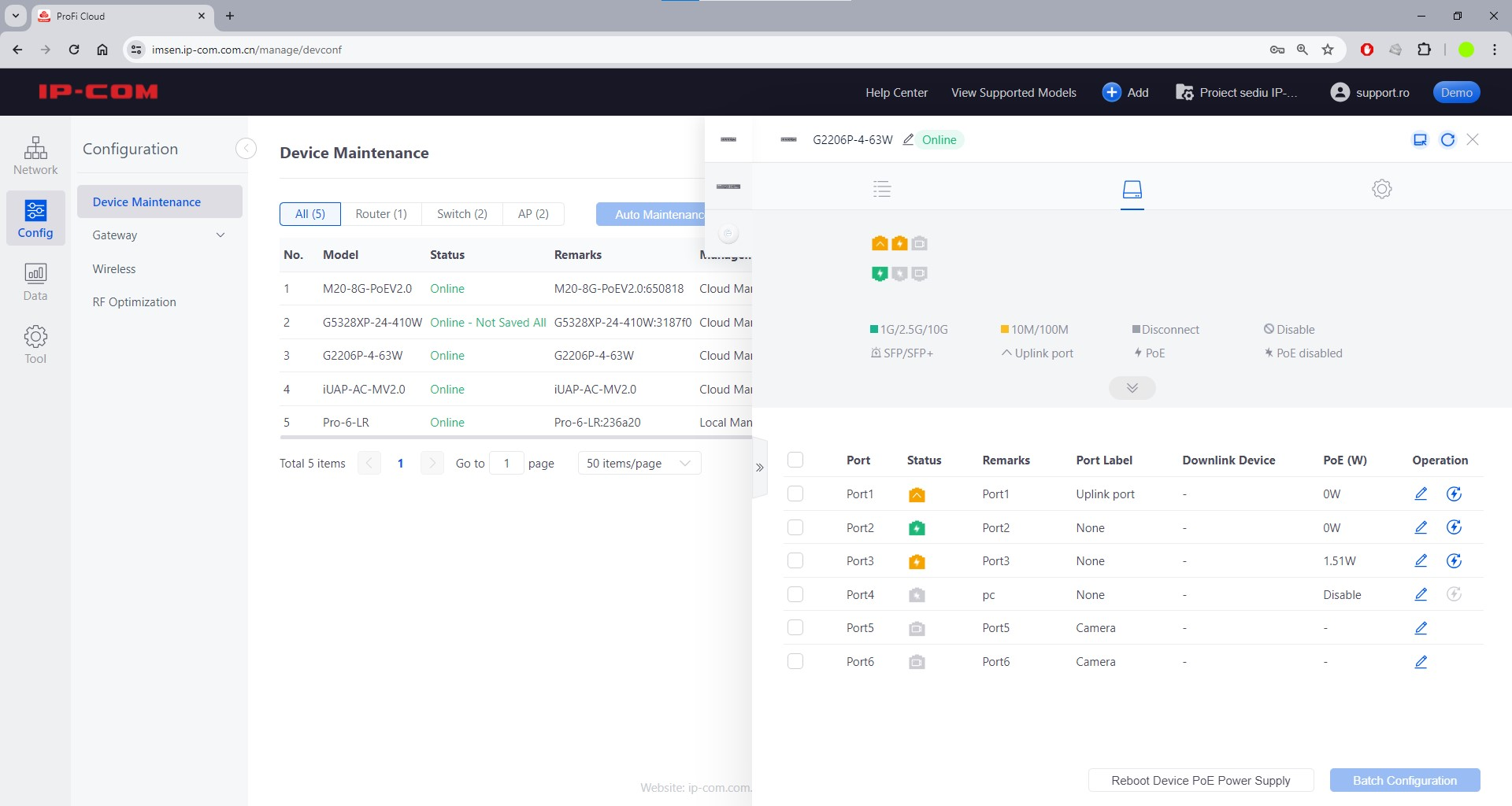
Exemplu de platformă cloud de management unificat, IP-COM ProFi Cloud, în care au fost adoptate mai multe switch-uri, AP-uri și rutere și se permite configurarea și monitorizarea de la distanță.

Swiciurile pot fi gestionate și unificat, centralizat dintr-o platformă de gestionare instalată în rețeaua locală (on-premises), software instalat pe un server, sau dintr-o platformă cloud, de la distanță. Swiciurile sunt adoptate în aceste platforme și pot fi administrate și monitorizate mai multe în același timp sau fiecare separat într-un mod unificat. Mai nou, multe echipamente pot fi gestionate și cu ajutorul unei aplicații de smartphone, care de obicei accesează datele și echipamentele din platforma cloud. 
În plus, există și swiciuri stackable (stacabile, stivuibile), care pot fi grupate, stivuite, într-un "stack" pentru a funcționa ca o unitate unică gestionabile dintr-o interfață locală de management unică pentru toate switch-urile din "stack". Dacă o parte a stack-ului eșuează, rețeaua continuă să funcționeze. Acestea sunt utilizate în rețelele de dimensiuni medii și mari. Un switch stackable este un dispozitiv de rețea care poate funcționa independent, dar poate fi configurat să opereze împreună cu unul sau mai multe alte switch-uri de rețea. Această grupare de switch-uri prezintă caracteristicile unui singur switch, dar are capacitatea totală de porturi a tuturor switch-urilor combinate.
Ca exemplu, IP-COM G5528X-EI e un switch cu montare în rack de 19 țoli, cu interfață grafică web de gestionare și configurare prin linie comandă, cu caracteristici L3, stivuibil, care are 24 porturi RJ45 dar și 4 sloturi SFP+, care două dintre aceste sloturi SFP+ sunt "stack link" prin care se face exclusiv legătura cu alte switch-uri din "stack". Iar sistemul permite un grup stivuibil de până la 6 swiciuri.
Posibile caracteristici configurabile, însă aplicabile pentru orice swici cu gestionare:
- activarea sau deactivarea unei raze de porturi de comutare;
- setari viteza legatura (link) si setari duplex ;
- setări de prioritate pentru porturi;
- filtrare bazata pe adrese fizice MAC;
- folosirea protocolului Spanning Tree;
- monitorizarea de către SNMP (simple network management protocol) a dispozitivului și a legăturii;
- oglindirea porturilor (mirroring, monitoring, spanning);
- agregarea legăturilor (bonding, trunking);
- setările VLAN (Virtual Local Area Network).
- control acces retea de tip 802.1x.
- IGMP snooping.

#### 5.3. Swiciuri cu comutator sau buton cu moduri de lucru preconfigurate

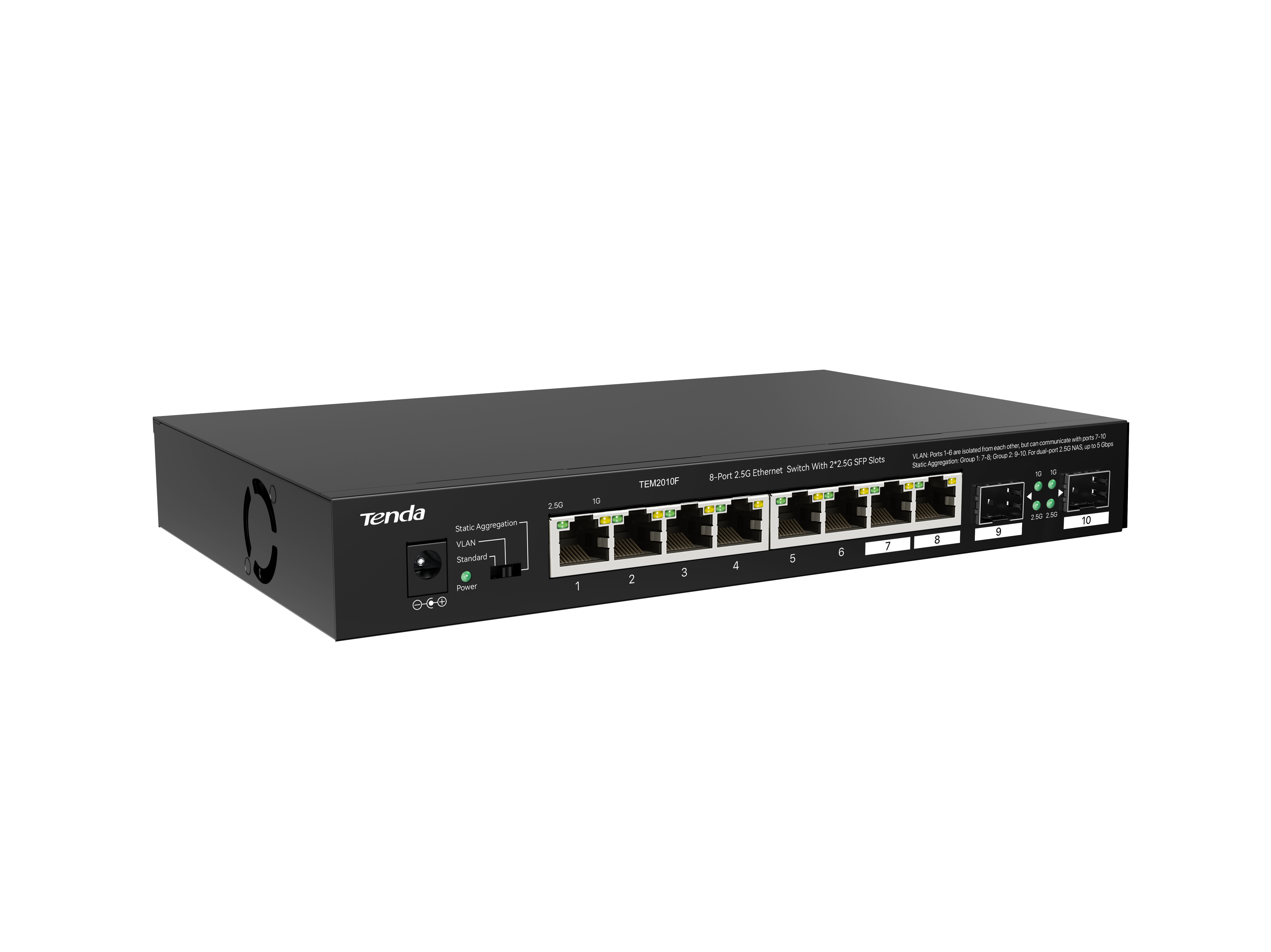
Tenda TEM2010F un switch fără interfață grafică de gestionare dar cu un comutator pe partea frontală cu 4 moduri de lucru preconfigurate.

Utilizând un comutator fizic se poate seta un mod de lucru (mod de operare) dintre două sau mai multe moduri preconfigurate, programate din fabrică. Toate acestea ajută inginerii, tehnicienii și implicit companiile la reducerea costurilor, timpilor de implementare și erorilor de configurare. 
Ca exemplu, un switch IP-COM F1118P-16-150W are un comutator pe panoul frontal care permite selectarea a unui mod de lucru dintre cele 4:
- Standard: modul implicit de lucru al switch-ului, în acest mod, funcționează ca un switch negestionat și toate porturile pot comunica între ele fără restricții.
- Priority: în acest mod, porturile G1 și G2/SFP2 servesc ca porturi de legătură ascendentă, porturile 1 – 8 servesc ca porturi cu prioritate ridicată și toate porturile pot comunica între ele.
- Extend: în acest mod, rata de date a porturilor 9 - 16 se reduce la 10 Mbps, distanța maximă de transmisie date și energie poate fi de 250 de metri și toate porturile pot comunica între ele.
- VLAN: în acest mod, porturile 1 - 16 ale switch-ului pot comunica separat cu porturile G1, G2/SFP2, dar nu pot comunica între ele.[8]

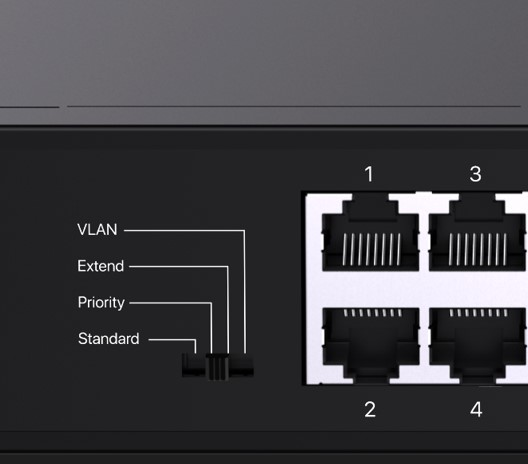
Comutator de selectare a unui mod de lucru dintre cele 4 preconfigurate din fabrică. Switch IP-COM model G1120P-16-250W.

Deseori, aceste tipuri de swiciuri sunt incluse la categoria swiciurilor fără management, însă pot fi și o categorie separată față de cele deloc configurabile și cele cu interfață grafică de gestionare (GUI) sau prin linie comandă (CLI). Aceste swiciuri nu au interfață de configurare iar modurile de lucru nu pot fi personalizate.

### 6. După capacitatea de alimentare PoE
1. Fără PoE: Aceste switch-uri nu au capacitatea de a furniza alimentare Power over Ethernet (PoE). Sunt potrivite pentru rețele care nu necesită alimentare PoE pentru dispozitivele conectate.
2. Swici sursă PoE (PoE-PSE): Acest tip de switch este capabil să furnizeze energie prin PoE altor dispozitive PD (Powered Devices) conectate, cum ar fi camerele de supraveghere sau telefoanele IP. Sunt cele mai comune dintre swiciurile cu PoE.
3. Alimentat prin PoE dar nu alimentează alte dispozitive: Aceste switch-uri pot fi alimentate prin PoE de la o sursă externă, dar nu sunt echipate pentru a furniza energie PoE altor dispozitive conectate. Sunt utile în situațiile în care se dorește simplificarea cablajului de alimentare.
4. Swici PoE PD-PSE: Acest tip de switch este alimentat prin PoE și, de asemenea, poate furniza energie PoE altor dispozitive PD prin PoE. Aceste dispozitive pot fi folosite pentru a alimenta dispozitive cum ar fi telefoanele IP, camerele de supraveghere sau punctele de acces Wi-Fi.

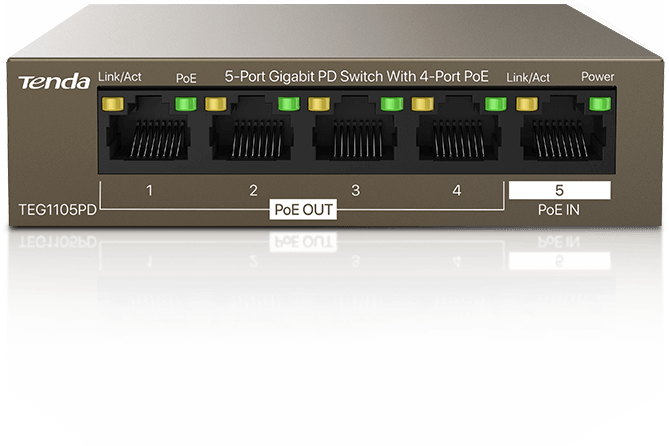
Tenda TEG1105PD este un swici PoE PD-PSE cu montare de tip desktop. Este alimentat exclusiv prin portul 5 PoE+ și alimentează la rândul lui alte dispozitive PD prin porturile 1-4 PoE. Nu are mufă de alimentare CC. Uneori aceste tipuri de swiciuri sunt denumite "spiltter PoE" sau "switch PoE passthrough".

#### 6.2-6.4. Swiciuri cu PoE
Swiciurile PoE (Power over Ethernet) sunt dispozitive de rețea care transmit atât datele, cât și energia electrică prin același cablu Ethernet către dispozitivele compatibile, cum ar fi camerele IP, telefoanele VoIP și punctele de acces wireless. Există mai multe standarde stabilite de Institute of Electrical and Electronics Engineers (în limba română „Institutul Inginerilor Electrotehniști și Electroniști”), anume:
- PoE (IEEE 802.3af): Furnizează până la 15.4W de energie de la echipamentul sursă de alimentare (PSE) și 12.95W la dispozitivul alimentat (PD) din cauza pierderilor pe cablu.
- PoE+ (IEEE 802.3at): Oferă per port până la 30W de la PSE și 25.5W la PD.
- PoE++ (IEEE 802.3bt) Type 3: Suportă până la 60 W per port.
- PoE++ (IEEE 802.3bt) Type 4: Suportă până la 100 W per port.[10]

Există două componente esențiale într-un sistem Power over Ethernet (PoE): PD (Powered Device) și PSE (Power Sourcing Equipment). Iată o scurtă explicație a diferenței dintre ele: 
- PoE PSE (Power Sourcing Equipment) - echipamente de alimentare cu energie. Un PoE PSE se referă la echipamentul care furnizează energie PD-urilor PoE. Poate fi un switch PoE sau un injector PoE care injectează energie în cablul Ethernet împreună cu semnalele de date, permițând PD-urilor PoE conectate să primească atât date, cât și energie printr-un singur cablu. Acționează ca sursă de alimentare pentru dispozitivele PoE.
- PoE PD (Powered Device) - dispozitiv alimentat. Un PD PoE se referă la dispozitivul care primește energie de la infrastructura rețelei PoE. Pot fi diferite tipuri de dispozitive, cum ar fi telefoane IP, puncte de acces wireless, camere IP și switch-urile de rețea. PoE PD consumă energia oferită de un dispozitiv PoE PSE pentru a funcționa fără a necesita o sursă de alimentare separată precum un adaptor CA/CC. Are o intrare Ethernet pentru comunicarea datelor și intrarea de alimentare pentru a primi energie de la PSE-ul PoE.[11]

Există mai multe tehnici de transmitere a curentului pe cablul de rețea Ethernet. Trei dintre acestea au fost standardizate de către Institute of Electrical and Electronics Engineers (IEEE) în standardul IEEE 802.3 încă din 2003. Cele trei standarde sunt cunoscute ca Alternative A, Alternative B și 4PPoE.
- Alternative A și Alternative B: Pentru 10BASE-T și 100BASE-TX, doar două din cele 4 fire dintr-un cablu Cat 5 sunt folosite. Alternative B separă firele de date de cele de curent, făcând astfel depanarea mult mai ușoară. De asemenea, acesta folosește toate cele 4 perechi de fire din cablu Cat 5. Faza vine pe firele 4 și 5, iar nulul pe firele 7 și 8.
- 4PPoE: dă tensiune pe toate cele patru perechi de fire, de pe un cablu cu 8 fire, permițând astfel alimentarea cu mai mult curent pentru dispozitive.[12]

Producători precum Cisco, Netgear, Ubiquiti, Tenda, Dell, IP-COM și TP-Link oferă o varietate de switch-uri PoE, fiecare cu caracteristici și capabilități specifice. De exemplu, Cisco oferă swiciuri PoE cu funcții avansate de securitate și management al rețelei, în timp ce Ubiquiti se concentrează pe soluții accesibile și ușor de configurat. Când se alege un switch PoE, este important să se ia în considerare bugetul total de energie PoE al switch-ului, numărul de porturi PoE necesare, standardele PoE suportate, și caracteristicile suplimentare de securitate și management al rețelei. Iată alte câteva aspecte importante:
- Compatibilitate: Swiciurile PoE sunt compatibile cu o gamă largă de dispozitive, inclusiv camere de supraveghere, telefoane VoIP, puncte de acces Wi-Fi, și sisteme de iluminat LED.
- Detectare automată: Majoritatea swiciurilor PoE au capacitatea de a detecta automat dacă un dispozitiv conectat necesită alimentare și de a furniza energia necesară fără intervenția utilizatorului.
- Eficiență energetică: Multe swiciuri PoE moderne includ funcții de economisire a energiei, cum ar fi oprirea alimentării pe porturile neutilizate sau ajustarea puterii furnizate în funcție de cerințele dispozitivului.
- Scalabilitate: Swiciurile PoE permit extinderea rețelei fără a fi nevoie de cabluri de alimentare suplimentare, ceea ce le face ideale pentru medii în expansiune, cum ar fi birourile și campusurile.

### 7. După nivelulmodelului OSIde lucru
1. Swiciuri L2: Toate swiciurile funcționează la nivelul 2 OSI.
2. Swiciuri L3: Aceste dispozitive operează la nivelul de rețea și oferă capabilități avansate de rutare statică și/sau dinamică. Ele permit crearea mai multor VLAN-uri, îmbunătățind segmentarea rețelei și eficientizând rutarea datelor. Orice swici L3 este configurabil, prin CLI sau/și GUI.
3. Swiciuri L2+: Această categorie poate acoperi swiciurile care sunt o combinație între L2 și L3. Aceste dispozitive păstrează simplitatea L2, dar introduc funcționalități limitate de rutare. Termenul de L2+ este incorect conform modelului OSI de organizare a informației deoarece nu există nivelul L2+. Multe companii marketează swiciurile cu rutare statică fie L2+, fie L3.

#### 7.1. Swiciuri L2
Toate swiciurile funcționează la nivelul 2 (L2, Layer 2, layer-2) al OSI.  

#### 7.2.-7.3. Swiciuri L3 și L2+
Swiciurile configurabile se regăsesc în rețele de dimensiuni medii și mari și prezintă un preț și o calitate mai ridicate. Sarcina de configurare necesită de obicei înțelegerea nivelului 2 al OSI însă și nivelul 3. Swiciurile care pot ruta static sau dinamic și care au și alte caracteristici software de nivel 3 sunt cunoscute ca switch-uri L3, uneori L2+. Însă, termenul de L2+ este incorect conform modelului OSI de organizare a informației. 
Un switch de nivel L3 are mai multe funcții avansate care îmbunătățesc gestionarea traficului și securitatea într-o rețea. Iată câteva, nu toate, dintre funcțiile cheie ale unui switch L3: 
- Rutare IP: Swiciurile L3 pot inspecta pachetele venite și pot lua decizii de rutare bazate pe adresele IP sursă și destinație.
- Protocoale de rutare: Suportă protocoale de rutare cum ar fi OSPF sau BGP pentru a facilita schimbul de informații de rutare cu alte routere sau switch-uri.
- Rutare Inter-VLAN: Permite comunicația între VLAN-uri diferite fără a necesita un router extern2.
- Calitatea serviciului (QoS): Prioritizează traficul de rețea pentru a asigura performanța optimă pentru servicii critice.
- Switching Cut-Through: Unele swiciuri L3 pot folosi metoda cut-through pentru a examina doar primul pachet dintr-o serie pentru a determina destinația IP logică și apoi a transfera restul pachetelor din serie folosind adresa MAC, ceea ce duce la rate mai mari de transfer de date.
- PPL3 (Packet-by-Packet Layer 3): Aceste swiciuri examinează fiecare pachet pentru a determina destinația IP logică, funcționând practic ca un router de mare viteză cu funcționalitatea de rutare integrată în hardware.[13]
- Server DHCP: Permite swiciului să atribuie adrese IP dispozitivelor din rețea.
- DHCP Relay: Extinde capacitatea DHCP a rețelei prin retransmiterea cererilor DHCP între clienți și servere situate în rețele diferite.
- IP Interfaces: Permite configurarea adreselor IP pe swici, facilitând gestionarea acestuia și interacțiunea cu alte dispozitive de rețea.
- IGMP Snooping: Optimizează traficul multicast într-o rețea VLAN prin limitarea transmisiei acestui tip de trafic doar către porturile care solicită.
- QoS Enterprise-Level: Asigură prioritizarea traficului de rețea pentru a garanta performanța optimă a serviciilor critice.
- Strategii robuste de securitate: Include funcții precum IP-MAC-Port Binding, ACL (liste de acces pe bază de IP sau MAC), Port Security, DoS Defend, Storm Control și DHCP Snooping pentru a proteja rețeaua împotriva amenințărilor.
- Autentificare și control acces prin 802.1X și RADIUS: Oferă autentificare și control al accesului la rețea pentru a asigura că doar utilizatorii autorizați pot accesa rețeaua.[14]

Aceste funcții fac din swiciurile L3 o tehnologie puternică și scalabilă pentru construirea rețelelor de backbone Ethernet de mare viteză. Ele sunt esențiale pentru rețelele complexe care necesită o gestionare avansată a traficului și o segmentare eficientă a rețelei.

### 8. După domeniul de utilizare
1. Swiciuri SOHO: Cu utilizare casnică și mediul de afaceri, întreprinderi mici și mijlocii. Acestea pot avea o carcasă metalică sau din plastic cu rezistență la șocuri, sunt ușor de montat, sunt plug-and-play.
2. Swiciuri enterprise: Pentru utilizare în mediul de afaceri, IMM-uri, corporații, instituții publice, spitale, campusuri, școli, complexe rezidențiale. Acestea de obicei au interfață de gestionare complexă cu funcții ce asigură redundanța conexiunilor și securizarea accesului la rețea. Iar partea hardware este îmbunătățită pentru rezistență în timp. MTBF este un indicator al acestei rezistențe.
3. Swiciuri industriale sunt dispozitive esențiale în rețelele de comunicații din mediile industriale. Ele permit conectarea și comunicarea eficientă între diverse echipamente și sisteme dintr-o rețea industrială, cum ar fi automate programabile (PLC-uri), computere industriale, senzori, actuatoare și alte dispozitive de control și monitorizare. Concepute să reziste în condiții dificile, inclusiv temperaturi extreme, umiditate ridicată, vibrații, praf și interferențe electromagnetice.

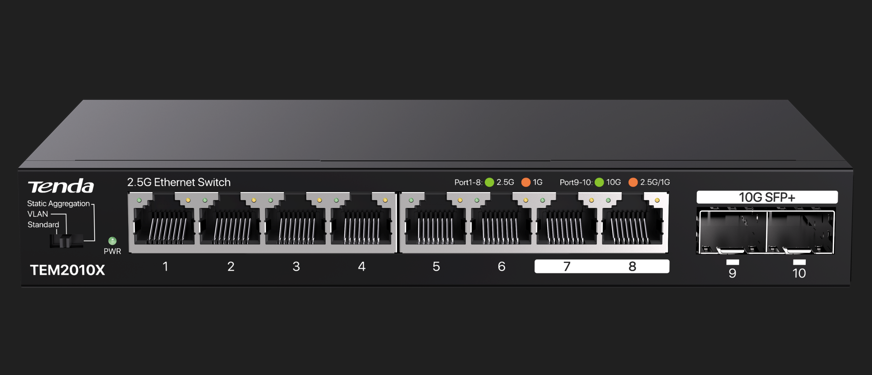
Tenda TEM2010X un switch Multigigabit cu un indice de defectare MTBF declarat de producător de aproximativ 100 000 ore, peste 11 ani.

MTBF este acronimul pentru Mean Time Between Failures (Timpul Mediu Între Defecțiuni), un indicator cheie de performanță (KPI) utilizat pentru a estima fiabilitatea unui sistem mecanic sau electronic în timpul funcționării normale. MTBF reprezintă timpul mediu estimat între două defecțiuni consecutive ale unui sistem sau componentă care poate fi reparat. Este important de menționat că MTBF nu este o garanție că un sistem va funcționa fără defecțiuni pentru durata calculată, ci mai degrabă o estimare statistică a fiabilității pe termen lung. Un MTBF mai mare indică, în general, o fiabilitate mai mare a sistemului.

#### 8.3. Swiciuri industriale
Swiciurile industriale de multe ori sunt utilizate în medii exterioare și pot fi clasificate în funcție de mediul și aplicațiile specifice în care sunt utilizate:
- Automatizare industrială: Utilizate pentru a conecta echipamente de automatizare în fabrici și linii de producție.
- Transport și infrastructură: Implementate în sisteme de control pentru transporturi feroviare, metrou, trafic rutier și aeroporturi. Utilizate în sistemele de semaforizare, control și monitorizare a traficului, unde fiabilitatea este crucială pentru siguranța publică. În plus față de controlul traficului, swiciurile sunt esențiale pentru sistemele de ticketing și informații în timp real pentru pasageri.
- Energie și utilități: Conectează echipamente din centrale electrice, rețele de distribuție și instalații de apă/gaz.
- Petrol și gaze: Utilizate în medii periculoase pentru a conecta echipamente în platforme petroliere și rafinării. În aceste medii, swiciurile trebuie să respecte standarde specifice, cum ar fi ATEX sau IECEx, pentru zone cu risc de explozie.
- Mediu maritim: Swiciurile industriale sunt folosite pe nave, în porturi și în alte aplicații maritime, unde rezistența la coroziune și la condiții de umiditate este esențială. Swiciurile trebuie să fie conform standardelor maritime internaționale pentru echipamente electronice, cum ar fi clasificările Lloyd's Register sau DNV GL.
- Industria minieră: În mine, swiciurile trebuie să reziste la praf, șocuri și vibrații, precum și la variații mari de temperatură. Este important ca swiciurile să aibă certificări pentru rezistență la explozii și praf, cum ar fi certificările MSHA sau ATEX.
- Industria alimentară: Swiciurile utilizate aici trebuie să fie ușor de curățat și să reziste la procedurile de spălare, adesea având carcase din oțel inoxidabil. Swiciurile trebuie să respecte reglementările privind siguranța alimentelor, cum ar fi FDA sau HACCP, pentru a evita contaminarea.
- Aplicații militare: Swiciurile trebuie să îndeplinească standarde militare stricte pentru durabilitate și fiabilitate în condiții de luptă sau în medii ostile. Swiciurile utilizate în aplicații militare ar trebui să aibă certificări MIL-STD pentru a asigura performanța în condiții extreme.

Fiecare dintre aceste medii impune cerințe specifice de durabilitate, fiabilitate și performanță, iar swiciurile industriale sunt proiectate pentru a îndeplini aceste cerințe și a asigura o conectivitate neîntreruptă și sigură. Pentru swiciurile industriale utilizate în medii periculoase, dar și pentru swiciurile cu utilizare domestică, există anumite certificări și standarde care trebuie respectate pentru a asigura siguranța și fiabilitatea. Iată câteva dintre cele mai importante:
- ATEX (Atmosphères Explosibles):
  - ATEX este un standard european care se aplică echipamentelor utilizate în medii potențial explozive, cum ar fi instalațiile petroliere, minele sau rafinăriile.
  - Certificarea ATEX atestă că echipamentul este sigur și nu va provoca o explozie într-un mediu inflamabil.
  - Există două directive ATEX: una pentru echipamente (ATEX 114) și alta pentru protecția sănătății și securitatea lucrătorilor (ATEX 153).
- IECEx (International Electrotechnical Commission System for Certification to Standards Relating to Equipment for Use in Explosive Atmospheres):
  - IECEx este un sistem internațional de certificare pentru echipamentele utilizate în medii periculoase.
  - Certificarea IECEx atestă că echipamentul este conform cu standardele internaționale de siguranță.
- UL (Underwriters Laboratories) și CSA (Canadian Standards Association):
  - Aceste organizații oferă certificări pentru echipamentele utilizate în medii periculoase, inclusiv în industria petrolieră și chimică.
  - Certificările UL și CSA sunt recunoscute pe scară largă în America de Nord.
- Certificări specifice pentru industrie:
  - Anumite industrii, cum ar fi cea petrolieră sau minieră, pot avea cerințe specifice de certificare.
  - De exemplu, în industria minieră, certificarea MSHA (Mine Safety and Health Administration) este esențială pentru echipamentele utilizate în mine.
- ISO 80079-34:
  - Această normă internațională se referă la echipamentele utilizate în atmosfere explozive.
  - Certificarea conform ISO 80079-34 atestă că echipamentul este sigur și adecvat pentru utilizare în medii periculoase.

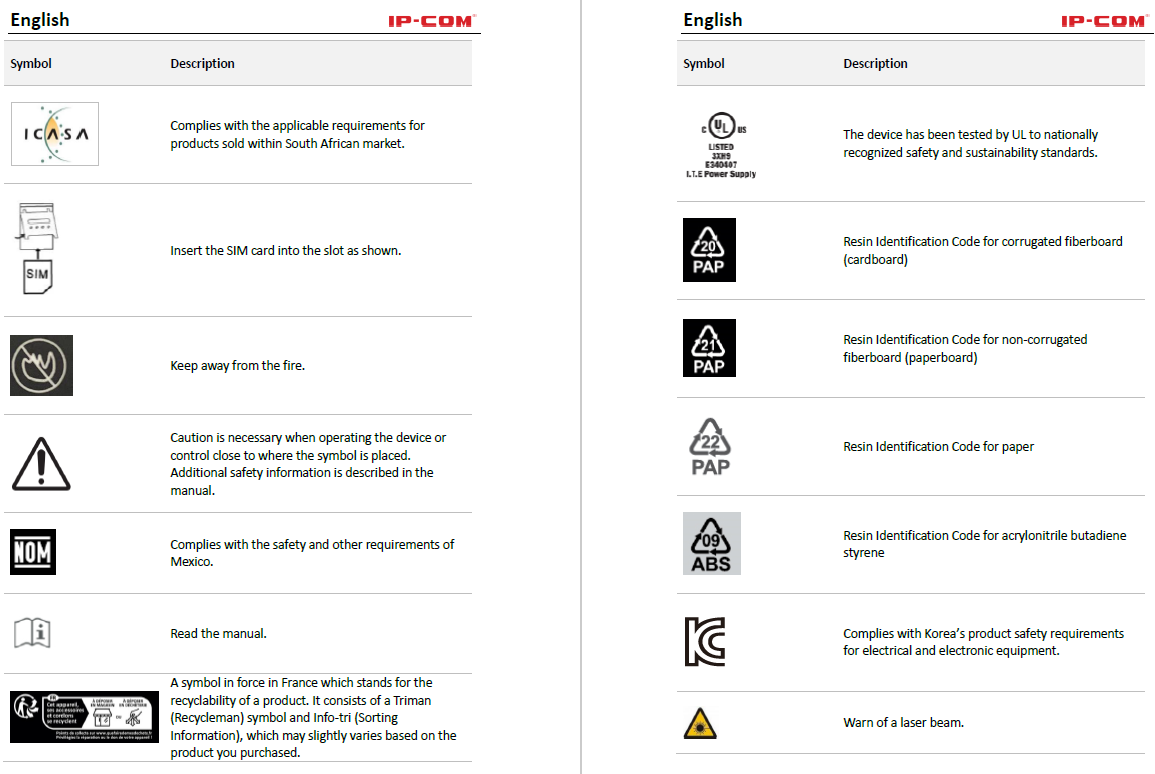
Marcaje, atenționări, sigle și simboluri uzuale pentru un echipament de rețea. 1/2.

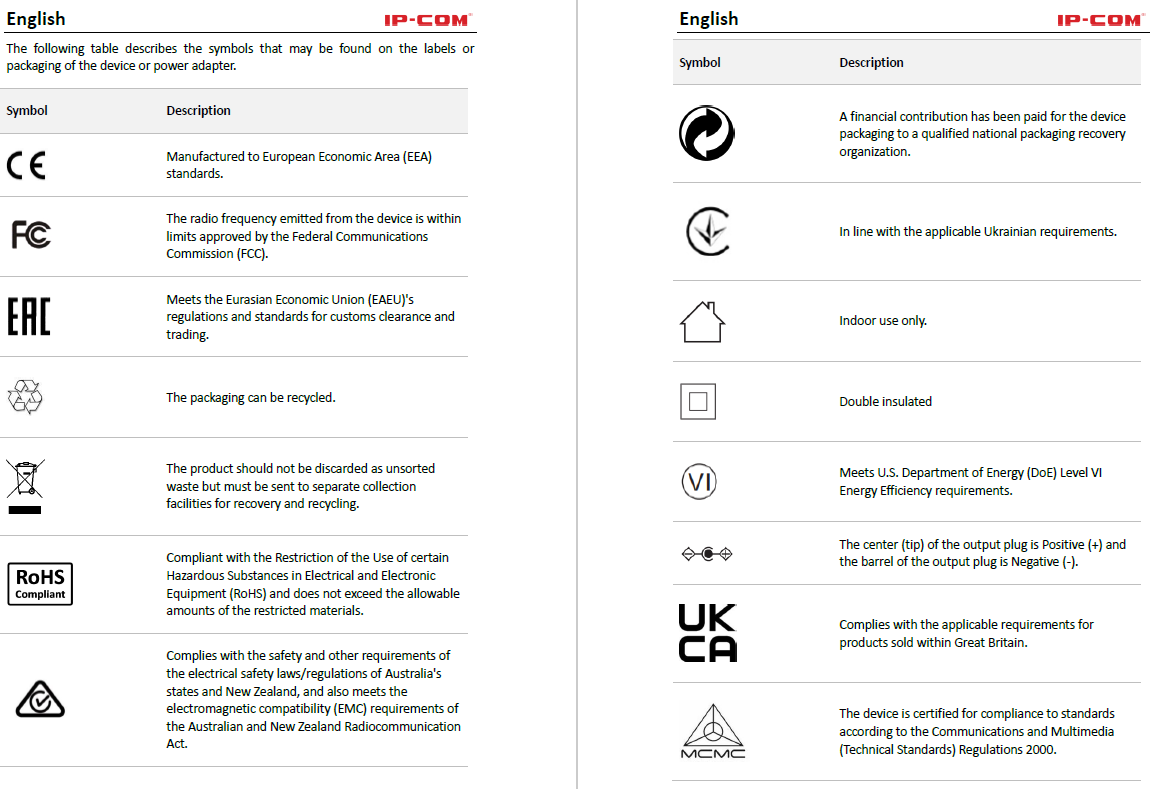
Marcaje, atenționări, sigle și simboluri uzuale pentru un echipament de rețea. 2/2.

- Marcaje, atenționări, sigle și simboluri uzuale pentru un echipament de rețea. 1/2. Marcaje, atenționări, sigle și simboluri uzuale pentru un echipament de rețea. 2/2.Certificări specifice regionale și alte marcări:
  - Mai există anumite reglementări specifice pentru distribuirea, vânzarea și utilizarea echipamentelor în anumite regiuni, aplicabile pentru toate swiciurile, indiferent că sunt pentru uz industrial, instituții, birouri sau utilizare casnică.
  - Marcarea CE (Conformité Européene): Pentru a obține marcarea CE, producătorii trebuie să demonstreze că produsul lor îndeplinește standardele și cerințele specifice. Aceasta poate include teste de siguranță electrică, compatibilitate electromagnetică, protecție împotriva incendiilor și alte aspecte relevante.
  - Marcarea RoHS (Restriction of Hazardous Substances): Este o directivă europeană care restricționează utilizarea anumitor substanțe periculoase în echipamentele electrice și electronice (EEE) pentru a proteja mediul și sănătatea publică.
  - Marcarea FCC (Federal Communications Commission): FCC este o agenție guvernamentală din Statele Unite ale Americii responsabilă de reglementarea comunicațiilor, inclusiv a dispozitivelor electronice și a echipamentelor de rețea. Marcarea FCC pe un swici indică că dispozitivul respectă cerințele impuse de FCC pentru emisiile radio și siguranța utilizatorului.
  - Marcarea CCC (China Compulsory Certificate): Aceasta este o marcă specifică pentru China. Produsele care au această marcă au fost testate și certificate pentru a fi comercializate pe piața chineză.
  - Marcarea BSI Kitemark (British Standards Institution): Aceasta este o marcă britanică. Produsele care au această marcă au fost testate și certificate de către British Standards Institution pentru conformitate cu standardele relevante.
  - Marcarea S-Mark (Safety Mark): Aceasta este o marcă specifică pentru Singapore. Produsele care au această marcă au fost testate și certificate pentru siguranță.
  - Marcajul TÜV SÜD: Acesta este oferit de organizația germană TÜV SÜD și atestă conformitatea produsului cu standardele de siguranță și calitate. Deși nu este obligatoriu, poate inspira încredere consumatorilor.
- Cerințele specifice pentru produsele comercializate în România pot varia în funcție de tipul produsului și de domeniul în care acesta este utilizat. Totuși, există câteva aspecte generale pe care trebuie luate în considerare, însă nu toate aplicabile echipamentelor de rețea dar și în funcție de utilizări în medii specifice:
  - Marcajul CE: Acesta este obligatoriu pentru majoritatea produselor comercializate în UE, inclusiv în România. Produsele care intră sub incidența Directivei Europene privind Echipamentele Electrice și Electronice (DEEE), Directivei privind Echipamentele de Telecomunicații (ETC) sau alte directive specifice trebuie să aibă marcajul CE. Acesta atestă că produsul respectă standardele europene privind siguranța, sănătatea și protecția mediului.
  - Certificarea ISO: În funcție de domeniul de aplicare, produsele pot necesita certificarea ISO (de exemplu, ISO 9001 pentru managementul calității sau ISO 14001 pentru managementul mediului).
  - Certificarea RoHS: Pentru produsele electronice și electrice, este important să respectați restricțiile privind substanțele periculoase (RoHS). Aceasta se aplică în UE și, implicit, în România.
  - Certificarea de conformitate: Pentru anumite categorii de produse (de exemplu, echipamente medicale, produse cosmetice, jucării etc.), este necesară obținerea unui certificat de conformitate emis de o organizație notificată.
  - Informații în limba română: Produsele comercializate în România trebuie să aibă informații și instrucțiuni de utilizare, nu manual, în limba română. Toate instrucțiunile de utilizare, avertismentele și descrierea produsului trebuie să fie scrise în limba română.
  - Certificarea de siguranță: Pentru produsele care prezintă riscuri pentru sănătate sau siguranță (de exemplu, echipamente de lucru, jucării pentru copii), este necesară obținerea certificărilor relevante.
  - Informații de contact ale producătorului: Eticheta trebuie să includă informații de contact ale producătorului sau a reprezentantului său în România.
  - Eticheta privind reciclarea: Dacă echipamentul IT conține materiale reciclabile sau substanțe periculoase, este important să includă informații despre reciclare și gestionarea corectă a deșeurilor. Aceasta poate fi sub forma unui simbol de reciclare sau a unui text explicativ.
  - Eticheta energetică: Pentru echipamentele IT care consumă energie (de exemplu, laptopuri, monitoare, imprimante, servere), este important să aibă eticheta energetică, însă nu și pentru swiciuri.

### 9. În funcție de implementarea fizică sau logică
1. Swiciuri fizice: Acestea sunt dispozitive hardware care se conectează direct la rețeaua fizică și gestionează traficul de date. Swiciurile hardware sunt toate cele descrise mai sus.
2. Swiciuri virtuale (vSwitch): Sunt implementate în software pe servere sau dispozitive hardware specializate și oferă funcționalități de rutare și commutare fără necesitatea unui echipament hardware dedicat. Swiciurile virtuale sunt dispozitive de rețea emulate în software și sunt implementate pe platforme hardware generice, cum ar fi serverele sau dispozitivele de virtualizare sau în platforme cloud. Acestea sunt diferite de swiciurile tradiționale fizice, care sunt echipamente hardware dedicate, deoarece funcționează în cadrul unui mediu virtualizat.

#### 9.2. Swiciuri virtuale
Swiciurile virtuale (vSwitch, vSwici) sunt esențiale pentru gestionarea traficului de rețea în medii virtualizate, centre de date, oferind flexibilitate, scalabilitate și eficiență în operarea rețelelor de date. Câteva exemple de swiciuri virtuale care sunt utilizate în rețelele de calculatoare:
- Hyper-V Virtual Switch: Acesta este un swici virtual oferit de Microsoft, utilizat în cadrul Hyper-V pentru a conecta mașinile virtuale la rețele virtuale și fizice.
- VMware vSphere Distributed Switch (vDS): Este un switch virtual avansat pentru medii VMware, care permite gestionarea centralizată a configurării rețelei pentru toate host-urile și VM-urile asociate.
- Open vSwitch: Un switch virtual multistrat deschis, proiectat pentru a fi folosit ca swici virtual în medii de server virtualizate.
- Cisco Nexus 1000V: Este un swici virtual distribuit care funcționează cu platforma VMware vSphere, oferind funcționalități avansate de rețea.
- Oracle VirtualBox Networking: Acesta oferă o varietate de moduri de rețea pentru mașinile virtuale, inclusiv un swici virtual intern care permite VM-urilor să comunice între ele.
- Citrix XenServer Networking: Oferă un swici virtual care permite VM-urilor să se conecteze la rețele virtuale și fizice, cu suport pentru VLAN-uri și alte funcții de rețea avansate.
- KVM (Kernel-based Virtual Machine) Switch: KVM include un vSwici care permite VM-urilor să se conecteze și să comunice între ele și cu rețeaua fizică.
- Parallels Network Adapter: Utilizat în Parallels Desktop pentru a conecta mașinile virtuale la rețelele fizice și virtuale.
- Virtual Network Editor: Oferit de VMware Workstation, acesta permite utilizatorilor să creeze și să configureze switch-uri virtuale și rețele.
- GNS3 Virtual Switch: GNS3 este un emulator de rețea care include swiciuri virtuale pentru a simula rețele complexe.
- Arista vEOS: Este un swici virtual care rulează EOS (Extensible Operating System) și oferă funcționalități avansate de rețea.
- Nuage Networks Virtualized Services Platform (VSP): Oferă un swici virtual care permite crearea de rețele automate și scalabile pentru centre de date și cloud.
- Brocade Virtual Traffic Manager: Este un swici virtual care funcționează ca un balansator de sarcină avansat, optimizând traficul și performanța aplicațiilor.
- Juniper vMX Virtual Router: Un ruter virtual care poate funcționa ca un swici virtual, oferind funcționalități de rutare și comutare în medii virtualizate.

Diversele platforme cloud oferă servicii de swiciuri virtuale, precum cele din paragrafele de mai jos.
Amazon Web Services (AWS) oferă o serie de servicii de rețea care includ funcționalități de swiciuri virtuale, permițând utilizatorilor să creeze și să gestioneze rețele virtuale complexe. Printre acestea se numără:
- Amazon Virtual Private Cloud (VPC): Permite crearea unei rețele virtuale izolate în cloud, unde puteți lansa resurse AWS, gestionând o secțiune virtuală a rețelei AWS.
- Elastic Network Interfaces (ENI): Acestea sunt interfețe de rețea virtuale pe care le puteți atașa la instanțele din VPC și sunt utilizate pentru a gestiona traficul de rețea.
- AWS Direct Connect: Oferă o conexiune de rețea dedicată de la infrastructura dvs. la AWS, care poate fi utilizată pentru a crea rețele virtuale private.

O listă de servicii ce includ swiciuri virtuale specifice care sunt oferite de Google Cloud Platform (GCP):
- Andromeda: Este infrastructura de rețea subiacentă pentru GCP, care oferă capabilități de switch virtual pentru a conecta instanțe de calcul, containere și alte resurse.
- Google Cloud Virtual Network: Permite crearea și gestionarea rețelelor virtuale private în cloud, oferind izolare și scalabilitate.
- Cloud Interconnect: Oferă o metodă de conectare a rețelei private virtuale la infrastructura Google Cloud, funcționând ca un swici virtual pentru a facilita această conexiune.

În platforma cloud Microsoft Azure, swiciurile virtuale sunt o parte esențială a infrastructurii de rețea virtualizată. Unul dintre cele mai cunoscute swiciuri virtuale este Azure Virtual Network, care permite crearea de rețele izolate în cloud, cu control complet asupra configurării IP, a tabelului de rutare, a politicii de rețea și a gateway-urilor. De asemenea, Azure oferă Azure Cloud Switch (ACS), care este un sistem de operare modular bazat pe Linux pentru dispozitivele de rețea, cum ar fi swiciurile. ACS permite o mai bună depanare, remediere și testare a erorilor de software. Pentru gestionarea și crearea swiciurilor virtuale în Azure, se utilizează linii comenzi PowerShell sau Interfața Azure Portal pentru a configura și administra swiciurile virtuale. 
Hyper-V Virtual Switch este un switch virtual care face parte din tehnologia Hyper-V a Microsoft. Deși este strâns legat de Microsoft Azure, Hyper-V Virtual Switch este mai ales o componentă a Hyper-V, care este o tehnologie de virtualizare disponibilă în Windows Server și Windows 10 Pro, Enterprise și Education. Hyper-V Virtual Switch permite crearea și gestionarea rețelelor virtuale pentru mașinile virtuale (VM-uri) care rulează pe Hyper-V. Acesta oferă funcționalități avansate de rețea, cum ar fi izolarea traficului, filtrele de extensie, și setările de securitate. Deși Hyper-V este utilizat și în cadrul serviciilor Azure, cum ar fi Azure Stack HCI, swiciul virtual Hyper-V este în principal o caracteristică a Hyper-V pe sistemele locale. În Azure, rețelele virtuale sunt gestionate prin Azure Virtual Network, care oferă funcționalități similare de izolare și conectivitate pentru resursele din cloud. Acesta permite utilizatorilor să creeze rețele private în cloudul Azure, cu control complet asupra configurării IP, a tabelului de rutare, a politicii de rețea și a gateway-urilor.  

## Tipuri de porturi și sloturi
Un swici poate avea o varietate de porturi, conectori și sloturi, fiecare având funcții și scopuri specifice.
1. Porturi Ethernet RJ45:
  - Fast Ethernet (10/100 Mbps): Suportă viteze de până la 100 Mbps.
  - Gigabit Ethernet (10/100/1000 Mbps): Suportă viteze de până la 1 Gbps.
  - 10 Gigabit Ethernet: Suportă viteze de până la 10 Gbps.
  - 25 Gigabit Ethernet: Suportă viteze de până la 25 Gbps.
  - 40 Gigabit Ethernet: Suportă viteze de până la 40 Gbps.
  - 100 Gigabit Ethernet: Suportă viteze de până la 100 Gbps.
2. Porturi Ethernet RJ45 cu PoE (Power over Ethernet):
  - PoE (IEEE 802.3af): Suportă până la 15.4 W per port.
  - PoE+ (IEEE 802.3at): Suportă până la 30 W per port.
  - PoE++ (IEEE 802.3bt): Suportă până la 60 W (Type 3) și 100 W (Type 4) per port.
3. Sloturi SFP (Small Form-factor Pluggable):
  - SFP: Pentru conexiuni de fibră optică sau cabluri de cupru la viteze de până la 1 Gbps.
  - SFP+: Pentru conexiuni de fibră optică la viteze de până la 10 Gbps.
  - QSFP (Quad Small Form-factor Pluggable): Pentru conexiuni de fibră optică la viteze de 40 Gbps.
  - QSFP+: Pentru conexiuni de fibră optică la viteze de 40 Gbps și 100 Gbps.
  - QSFP28: Pentru conexiuni de fibră optică la viteze de 100 Gbps și 400 Gbps.
4. Porturi de Management:
  - Port Consolă: Port serial pentru acces direct la interfața de management CLI.
    - RJ-45: Acesta este cel mai comun tip de conector utilizat pentru porturile Consolă pe switch-urile moderne. Se conectează la un cablu serial adaptat (de obicei un cablu RJ-45 la DB-9) care apoi se conectează la portul serial al unui computer sau la un adaptor USB-serial.
    - DB-9 (DE-9): Mai rar utilizat în echipamentele moderne, acest tip de conector se găsește încă pe unele echipamente mai vechi. Este un conector serial standard care se poate conecta direct la porturile seriale DB-9 ale unui computer.
    - USB: Unele switch-uri mai noi oferă porturi Consolă cu conectori USB, permițând conectarea directă la un computer folosind un cablu USB standard (de exemplu, USB Type-A la USB Mini-B sau USB Micro-B).

  - Port Out-of-Band Management (OOB): Port dedicat pentru management, separat de traficul de date.
5. Porturi Combo:

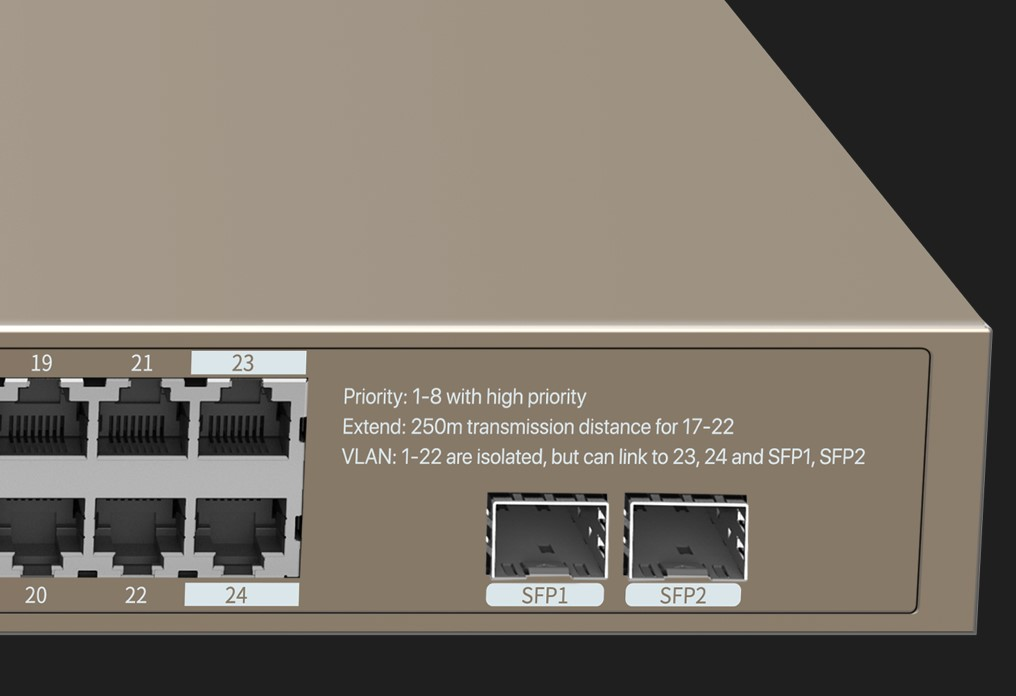
Tenda TEG1126P-24-410W un switch cu două combo. Portul 23, RJ45, și SFP1, un slot SFP, fac parte dintr-un combo, iar portul 23 are prioritate. Dar și portul 24 și SFP2 fac parte dintr-un combo, iar portul 24 are prioritate față de SFP2.

  - Tenda TEG1126P-24-410W un switch cu două combo. Portul 23, RJ45, și SFP1, un slot SFP, fac parte dintr-un combo, iar portul 23 are prioritate. Dar și portul 24 și SFP2 fac parte dintr-un combo, iar portul 24 are prioritate față de SFP2.[15] Interfață de conectare care poate funcționa fie prin RJ-45 (Ethernet), fie prin SFP, oferind flexibilitate în configurarea rețelei. Cele două porturi nu pot comunica simultan, adică, dacă se conectează un cablu la portul RJ45, dar și o fibră la SFP atunci slotul SFP va fi dezactivat automat, și invers. Pe panoul switch-ului, porturile combo sunt adesea marcate cu un identificator specific pentru a le distinge de porturile Ethernet standard și au un identificator logic unic, comun, pentru toate porturile care formează un combo.[16]
6. Sloturi de expansiune:
  - Sloturi care permit adăugarea de module pentru extinderea capacităților switch-ului (ex. module suplimentare de porturi Ethernet, fibre optice, etc.). Deseori sunt găsite la swiciurile modulare.
7. Porturi Stacking:
  - Utilizate pentru conectarea mai multor swiciuri împreună, permițând gestionarea acestora ca o singură unitate logică. Acestea se folosesc la swiciurile stivuibilie (stackable).
8. Porturi USB:
  - Utilizate pentru diverse scopuri, cum ar fi backup de configurare, firmware upgrade sau conectarea unor dispozitive de stocare.
9. Alte tipuri porturi și conectori care se găsesc pe un swici:
  - Porturi RJ-11: Utilizate în principal pentru conexiuni telefonice sau pentru unele funcții de management în medii mai vechi.
  - Porturi Seriale RS-232: Folosite pentru management sau conexiuni la alte echipamente de rețea.
  - Porturi de fibră optică: Conectori precum LC, SC, ST pentru conexiuni de fibră optică directe, fără utilizarea unui modul optic, transceiver.
  - Porturi de redundanță: Pentru conectarea la surse de alimentare redundante sau unități de alimentare externe.

Fiecare tip de port și slot are un rol esențial în funcționarea și scalabilitatea unui swici în rețea, permițând configurarea rețelelor în funcție de nevoile specifice ale utilizatorilor.

## Tipuri de medii ghidate folosite pentru conectarea la un swici
La un swici se permite conectarea prin mediu ghidat, anume prin cablu pe cupru conectat printr-o mufă RJ45, datele fiind transmise prin impulsuri electrice, sau folosindu-se un adaptor precum transciever (modul fibră optică) pentru conectarea unei fibre optice ce permite trimiterea datelor prin impulsuri optice. 

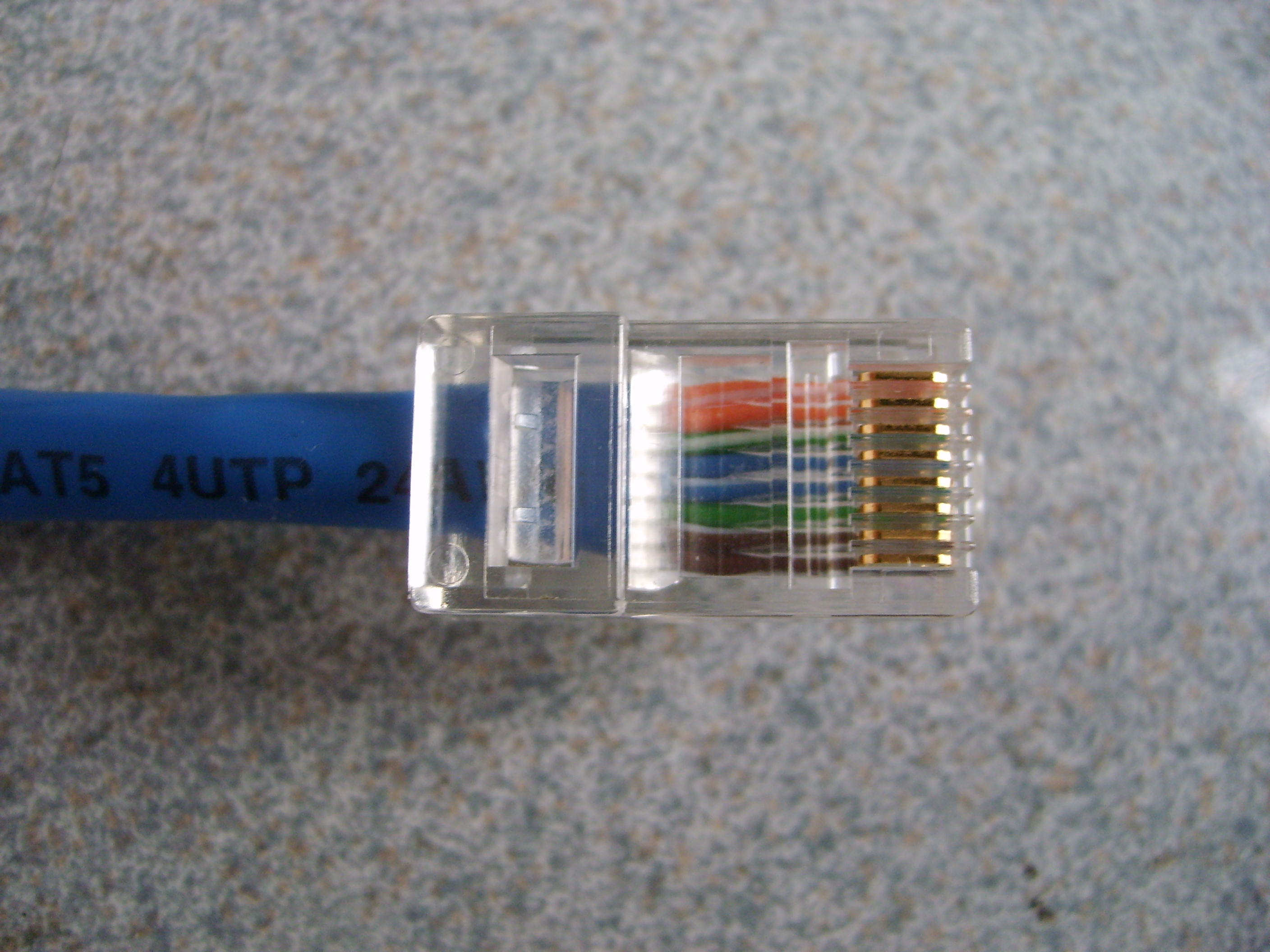
Un cablu Ethernet UTP CAT5 mufat cu un conector RJ-45.

O listă cu principalele tipuri de cabluri pe cupru tip Ethernet care pot fi utilizate pentru a conecta dispozitive la un switch prin conector RJ-45:
- Cat 5: Este un standard mai vechi și suportă viteze de până la 100 Mbps.
- Cat 5e: O îmbunătățire a Cat 5, suportă viteze de până la 1 Gbps.
- Cat 6: Suportă viteze de până la 10 Gbps pe distanțe scurte (până la 55 de metri).
- Cat 6a: Versiune avansată a Cat 6, suportă 10 Gbps pe distanțe de până la 100 de metri.
- Cat 7: Suportă viteze de până la 10 Gbps pe distanțe de până la 100 de metri și are o frecvență de operare de până la 600 MHz.
- Cat 7a: O îmbunătățire a Cat 7, suportă o frecvență de operare de până la 1000 MHz.
- Cat 8: Este cel mai nou standard și suportă viteze de până la 25/40 Gbps pe distanțe scurte (până la 30 de metri).

Dacă se folosește o fibră optică transformarea semnalului din impuls electric în impuls optic se face în transciever (modul fibră optică). Tipurile de fibră optică și transceiverele utilizate pentru conectarea la un switch sunt variate și depind de cerințele specifice ale rețelei. Iată o descriere generală:
- Fibre Optice: Fibra optică este un mediu de transmisie a informațiilor sub formă de impulsuri de lumină, folosind fire subțiri de sticlă sau plastic. Fibra optică este compusă dintr-un miez central prin care călătorește lumina și un înveliș cu un indice de refracție mai mic pentru a menține lumina în interiorul miezului prin reflexia internă totală. 
  - Single-Mode (Monomodală, SM, SMF): Are un miez foarte îngust (de obicei în jurul valorii de 9μm) și transmite doar un singur fascicul de lumină cu o lungime de undă specifică. Este utilizată pentru distanțe lungi datorită pierderilor reduse de semnal.
  - Multi-Mode (Multimodală, MM, MMF): Are un miez mai larg (de obicei, 62.5μm sau 50μm), permițând mai multe moduri prin care lumina se propagă. Este folosită pentru distanțe mai scurte, cum ar fi în interiorul clădirilor sau între ele pe distanțe mici.

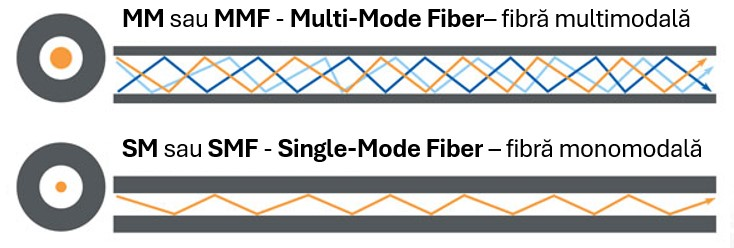
Fibra optică poate fi de 2 tipuri: Single Mode (SM) și Multimode (MM) sunt numele date la două modele concurente de fibră optică bazate pe câte căi de lumină sunt transmise de-a lungul miezului fibrei – single mode, adică "o cale", sau multimod, adică "mai mult de o cale". Un mod poate fi descris ca o "cale" sau "rază" de lumină în miezul fibrei optice.

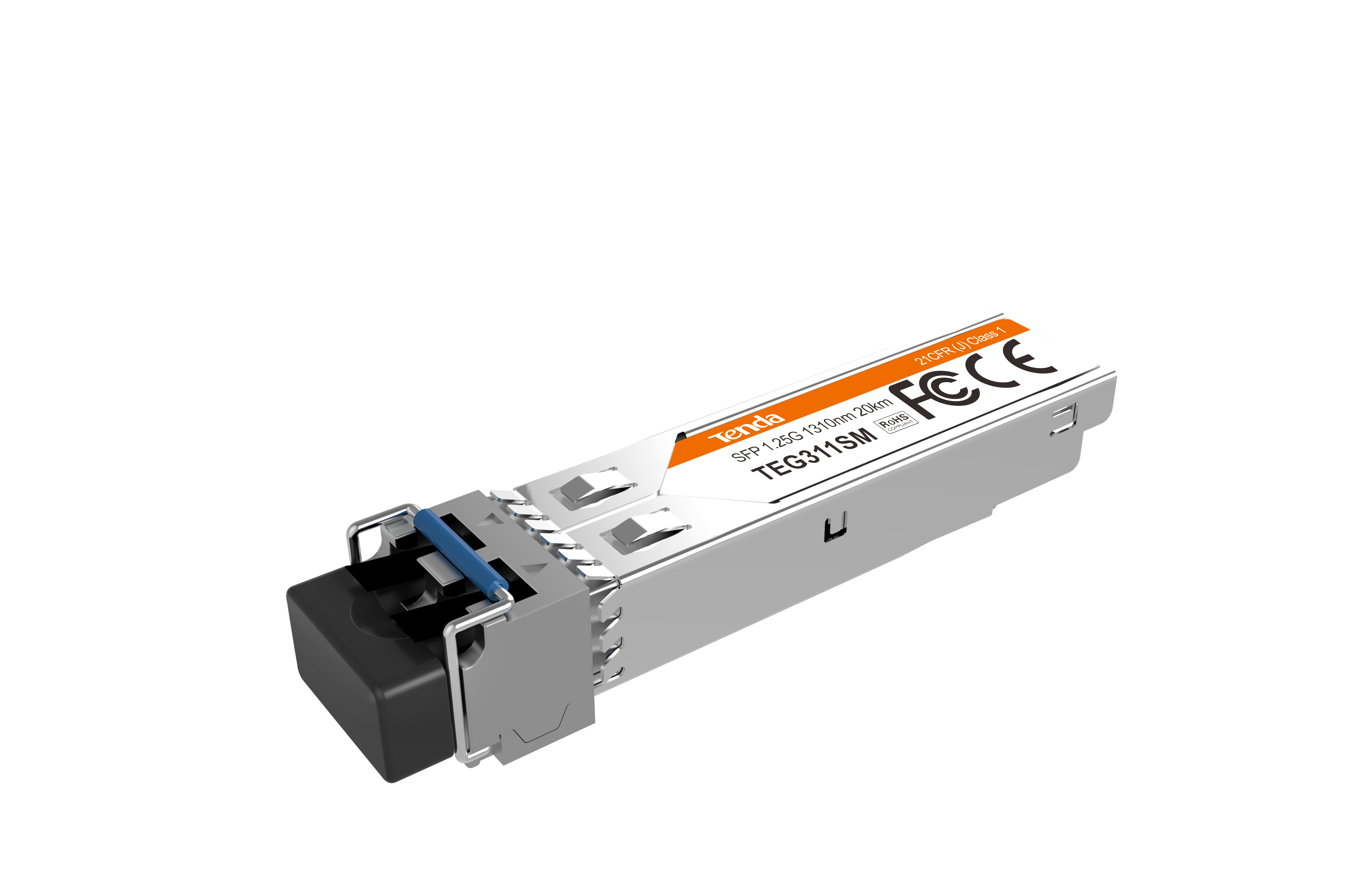
Modul fibră optică sau transceiver care permite conectarea unei fibre optice prin conector LC. Acest modul este introdus într-un slot SFP de pe un swici. Model Tenda TEG311SM.

- Transceivere: Sunt dispozitive care convertesc semnalele electrice în semnale optice și invers, fiind esențiale pentru utilizarea fibrei optice în rețele.
  - Există diferite tipuri de transceivere, cum ar fi SFP (Small Form-factor Pluggable), SFP+ (o versiune îmbunătățită a SFP), QSFP (Quad Small Form-factor Pluggable), și QSFP28 (o versiune îmbunătățită a QSFP), care sunt selectate în funcție de viteza rețelei și de distanța de transmisie.

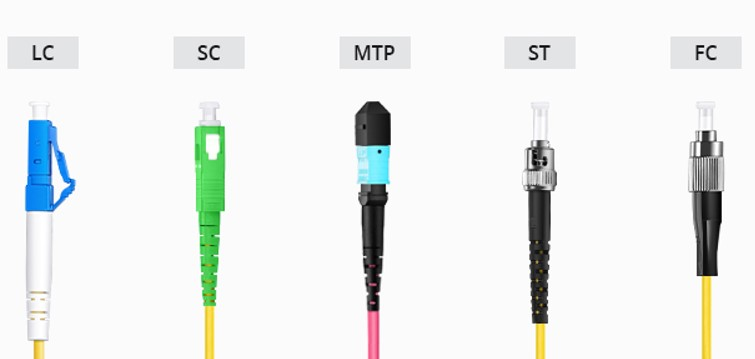
Conectori LC, SC, MTP, ST, FC de pe fibra optică pentru conectarea la un modul fibră optică.

  - Conectori LC, SC, MTP, ST, FC de pe fibra optică pentru conectarea la un modul fibră optică.Conectorii de fibră optică diferă în funcție de tipurile de cabluri pe care le conectează și pot include tipuri precum SC, LC, ST, FC, și MPO/MTP2. Acești conectori asigură o conexiune fizică sigură și stabilă între cablurile de fibră optică și echipamentele de rețea, cum ar fi switch-urile.[18]

Pentru a alege tipul potrivit de cablu Ethernet, fibră optică și transceiver pentru rețea, este important să fie luați în considerare factori precum distanța de transmisie, viteza rețelei și bugetul PoE disponibil, dacă e cazul.

## Swici vs. punct de acces la rețea prin Wi-Fi

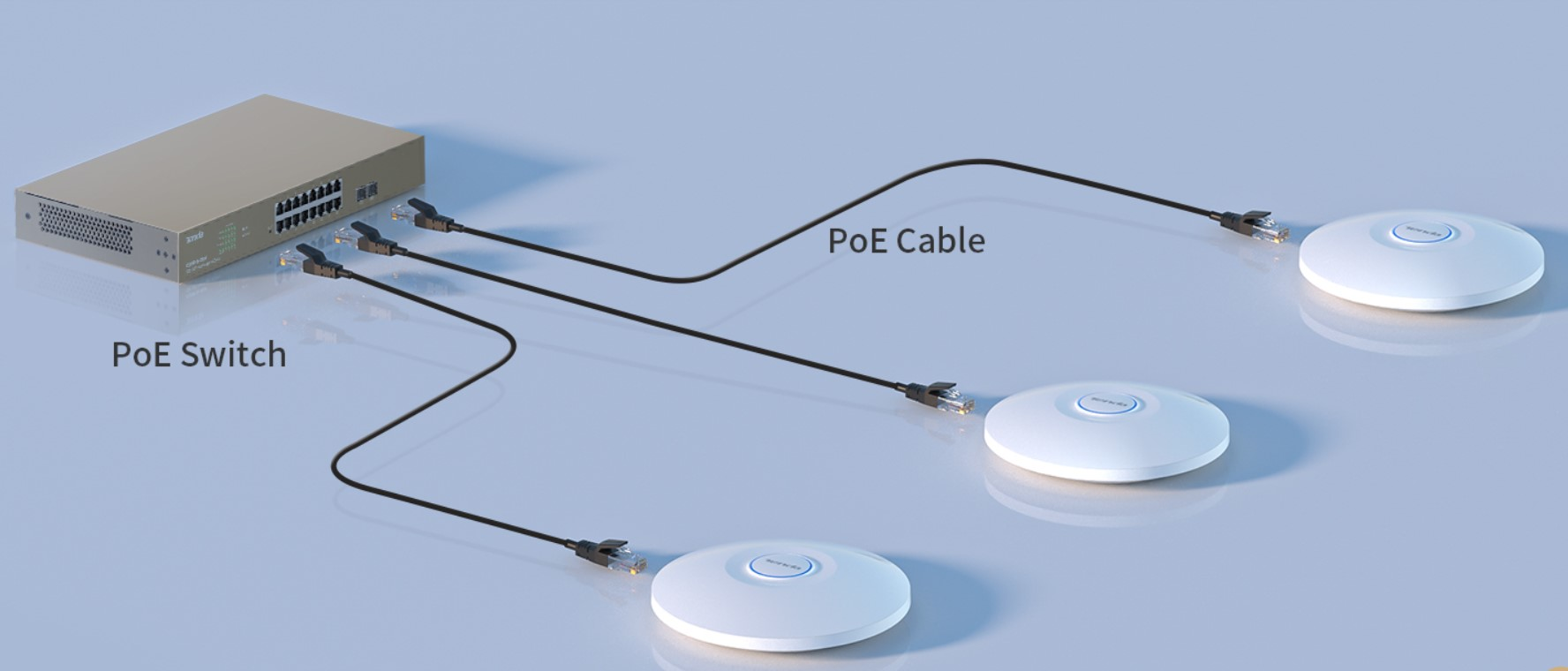
Un punct de acces Wi-Fi poate fi considerat un switch care permite conectarea clienților la rețea prin mediu neghidat, anume printr-o conexiune fără fir, prin Wi-Fi. AP-urile sunt în general conectate prin cablu Ethernet la ruterul sau switch-ul din amonte.

Articol principal: Punct de acces Wi-Fi
Diferența principală între un Access Point (AP) și un switch constă în modul în care aceste dispozitive gestionează conexiunile de rețea și transmiterea datelor:
1. Punct de acces fără fir (AP, Access Point, punct de acces Wi-Fi etc):
  - Un AP oferă conectivitate wireless pentru dispozitivele dintr-o rețea, permițând dispozitivelor cu Wi-Fi să se conecteze la internet1.
  - Funcționează ca un intermediar între o rețea cablată și dispozitivele wireless.
  - AP-urile pot fi integrate în routere sau pot funcționa ca dispozitive separate pentru a extinde acoperirea Wi-Fi.
2. Switch:
  - Un switch este un dispozitiv de rețea care gestionează conexiuni cablate, facilitând comunicarea între dispozitive într-o rețea locală (LAN)1.
  - Switch-urile direcționează pachetele de date către destinația corectă pe baza adresei MAC a dispozitivului.
  - Pot avea un număr variabil de porturi, de la câteva până la zeci sau sute, în funcție de model și necesități.

În esență, un AP este necesar pentru conectivitatea wireless, în timp ce un switch se ocupă de conexiunile cablate într-o rețea.